# Herisau
Herisau ist eine Einwohnergemeinde im ehemaligen Bezirk Hinterland im Schweizer Kanton Appenzell Ausserrhoden. Es ist Sitz des Kantonsparlaments, der Kantonsregierung und der Kantonspolizei von Appenzell Ausserrhoden und gilt neben Trogen (Sitz der Judikative) de facto als Hauptort des Kantons (de jure kennt der Kanton keinen Hauptort).
Herisau wurde zur Alpenstadt des Jahres 2003 gekürt.

## Geographie
Herisau liegt etwas südwestlich von St. Gallen an der Glatt, am Jakobsweg von Rorschach nach Einsiedeln. Nachbargemeinden von Herisau sind St. Gallen, Stein, Hundwil, Waldstatt, Schwellbrunn, Degersheim, Flawil und Gossau.
Auf dem Gebiet der Gemeinde Herisau befinden sich die Ortschaften Herisau und Schachen sowie die Ortsteile oder Weiler Schwänberg, Ramsen, Ädelswil, Schloss, Wilen, Nieschberg, Rechberg und Saum.
Das Gemeindegebiet beträgt 2521 Hektar. Diese setzen sich zusammen aus 453 Hektaren Siedlungsfläche, 1358 Hektaren Landwirtschaftsfläche, 688 Hektaren bestockter Fläche und 22 Hektaren unproduktiver Fläche. Das Zentrum von Herisau liegt auf 771 m ü. M. Der höchste Punkt befindet sich auf der Polishöchi an der Grenze zu Schwellbrunn auf 995 m ü. M. Der tiefste befindet sich auf 588 m ü. M. im Kubel im Grenzgebiet zu St. Gallen.

## Geschichte

### Frühe Siedlungsgeschichte und Ersterwähnung
Die ältesten Zeugen menschlicher Aktivitäten auf Gemeindegebiet bilden drei Fundgegenstände aus dem Mesolithikum. Die definitive Besiedlung begann etwa im 8. Jahrhundert n. Chr. durch Alemannen. Die ältesten Flurnamen liegen fast alle westlich der Glatt. Hier liegt auch der Weiler «Schwänberg», der im Zuge einer Landübertragung an das Kloster St. Gallen als erster im Appenzellerland urkundliche Erwähnung fand. Die Urkunde stammt vermutlich aus dem Jahr 821. Der Schwänberg wird darin mit dem lateinischen Namen «suweinperac» genannt. Bis Ende des 14. Jahrhunderts sind westlich der Glatt Freie mit gesonderter Vogteizugehörigkeit überliefert. Das Gebiet östlich der Glatt mit Kirche und späterer Siedlung Herisau dürfte dagegen schon im frühen 9. Jahrhundert ganz zur Grundherrschaft des Klosters St. Gallen gehört haben. Herisau wurde 837 erstmals urkundlich mit der Bezeichnung «Herinisauva» erwähnt. Eine klösterliche Eigenkirche wird 907 erstmals erwähnt.

### Hochmittelalter
Zwischen dem 11. und 13. Jahrhundert wurden auf dem Gebiet um Herisau drei Burgen errichtet: Die Urstein, die Rosenberg und die Rosenburg. Bauherren waren die Herren von Rorschach (Edle Ritter zu Rosenberg). Von diesen drei Festungsanlagen existieren heute nur noch (teils gut erhaltene) Ruinen. Die ehemalige Frequentier- und Residenz-Festungsanlage Rosenburg oberhalb des Ortsteils Ramsen wird heute Ruine Ramsenburg (Rosenburg) genannt. Ihre sehenswerten Überreste wurden 1937 letztmals restauriert. Die sogenannte Rosenberg befindet sich im Ortsteil Rüti. Notgrabungen an der Urstein 1983 ergaben, dass sie einst die grösste der drei Burgen war.
Das Recht zur Investitur in der Kirche Herisau ging im 12. Jahrhundert vom St. Galler Abt an den Bischof von Konstanz über. 1208 ist für Herisau erstmals ein Leutpriester, 1282 ein Kelnhof nachgewiesen. Die Pfarrpfrund war neben der von Appenzell die einträglichste im Appenzellerland. Das Patrozinium wechselte zwischen 1225 und 1415 von St. Salvator zu Laurentius.

### Spätmittelalter
Im 13. und 14. Jahrhundert bildete Herisau innerhalb der äbtischen Verwaltung des Klosters St. Gallen ein Meieramt. Dessen Einzugsgebiet umfasste das ganze Appenzeller Hinterland westlich der Urnäsch von der heutigen Kantonsgrenze im Norden bis gegen die Schwägalp. Inhaber waren ab ca. 1277 die Herren von Rorschach. Mit dem zusätzlichen Erwerb der Vogtsteuer der Vogtei Herisau und dem Amt des Kirchherrn gelang ihnen im frühen 14. Jahrhundert die Errichtung einer lokalen Hausmacht.
Vogteien sind im Gebiet von Herisau zwei ausgewiesen: Die westlich der Glatt ansässigen Freien unterstanden der Freivogtei im Oberen Thurgau. Ende des 14. Jahrhunderts wird zusätzlich eine Vogtei Schwänberg genannt. Die übrigen Bewohner beidseits der Glatt waren der Reichsvogtei Herisau unterstellt. Die Vogteien wechselten mehrmals ihre Inhaber, ehe sie zwischen 1381 und 1398 zusammen mit dem Meieramt Herisau in den Besitz der Abtei St. Gallen übergingen.

### Appenzeller Kriege 1401–1429

Auf der Gesamtansicht von 1835 ist im Hintergrund die Ruine der Rosenburg erkennbar

Diese Machtkonzentration beim Grundherrn dürfte zum einen der Gemeindebildung entscheidende Impulse verliehen haben. So taucht ab etwa 1400 die Bezeichnung Kirchhöri oder Pfarrei Herisau auf. Zum andern hat sie wohl auch die in den Appenzeller Kriegen gipfelnde Opposition gegen das Kloster St. Gallen gefördert. Im Jahr 1401 trat Herisau mit einem eigenen Siegel (Sigillum Universitatis Terre de Herisow) erstmals als eigenständiger Ort in Erscheinung. Es schloss sich im Verband mit andern Gemeinwesen der Alten Landschaft einem Bündnis gegen die Abtei St. Gallen an. In den folgenden Kriegshandlungen kam es 1403 zu Zerstörungen auf Herisauer Gebiet, unter anderem der Burgen Rosenberg und Rosenburg. Mit der Bestätigung vom Appenzeller Landrecht im Jahr 1421 und Gerichtsbarkeit im Jahr 1433 in eidgenössischen Schiedssprüchen wurde Herisau endgültig Teil des Landes Appenzell und löste sich politisch von der Fürstabtei Sankt Gallen.

### Ungeteiltes Land Appenzell und Reformation
Herisau war die flächenmässig drittgrösste Rhode des neuen Landes Appenzell und zählte weitaus am meisten Einwohner. Nur locker ins Land eingebunden, verfolgte Herisau eine den Eigeninteressen dienende Politik und stellte bis 1597 auch nur viermal den Landammann. Die Nordgrenze gegen die Fürstabtei St. Gallen wurde im Jahr 1459 bereinigt. Das Gebiet von Herisau gliederte sich im 16. Jahrhundert in vier sogenannte Scharen. Diese erfüllten Aufgaben im Militär- und Polizeiwesen, Feuerwehr und Fürsorge. Die Kirche wurde von 1516 bis 1520 unter Beibehaltung des Turmes aus dem 14. Jahrhundert durch einen prachtvollen Neubau ersetzt. Baumeister war Lorenz Reder aus Speyer. Daneben bestand eine einfache Kapelle im Weiler Wilen. Das Zentrum um die Kirche entwickelte sich zum Marktflecken und bestand im 16. Jahrhundert bereits aus mehr als 40 Häusern. Im Jahr 1518 ist am Namenstag des Kirchenpatrons Laurentius erstmals ein Jahrmarkt belegt. Zwischen 1533 und 1537 wurde ein Kaufhaus erbaut, und ab 1537 sind Wochenmärkte nachgewiesen.
Die Reformation setzte sich in Herisau später durch als in den übrigen Äusseren Rhoden. Mit Johannes Dörig war von 1516 bis 1522 zwar ein Lutheraner Pfarrer in Herisau. Sein vom Konstanzer Bischof eingesetzter Nachfolger Joseph Forrer verhinderte dann aber bis 1529 die Einführung der neuen Lehre. Im Zeitraum 1525 bis 1529 soll sich auf einem Hof im Aussenbezirk Sturzenegg ein Zentrum der Wiedertäufer befunden haben. Die Westgrenze zur Grafschaft Toggenburg legte man im Jahr 1539 fest. Herisau nahm nach 1531 und gegen Ende der 1580er Jahre, als sich die Glaubenskonflikte mit den Katholiken wieder verschärften, eine vermittelnde Position ein. In Reaktion auf die gegenreformatorischen Bestrebungen im Hauptort Appenzell übersiedelten nach 1588 führende reformierte Politiker von dort nach Herisau. Von 1603 bis 1605 wurden in Herisau die letzten Altäre und die Grabkreuze entfernt. Die Katholiken hatten Herisau schon vorher verlassen müssen. 1622 wurden auch Juden verstossen.

### Von der Landteilung 1597 bis 1830
Im Zuge der Reformation wurde Herisau reformiert und im Rahmen der Landteilung Teil des sich neu konstituierenden Halbkantons Appenzell Ausserrhoden. Im Streit um den Hauptort des neuen Landes Appenzell Ausserrhoden unterlag Herisau 1597 Trogen. Fortan bestand politische und wirtschaftliche Rivalität zwischen den zwei Orten. Im Jahr 1647 wurde diese durch die Schaffung eines Doppelregimentes für die Landesregierung und die Kleinen Räte in Herisau und Trogen entschärft.  Im Jahr 1601 erbaute Herisau ein eigenes Rathaus. Hier kamen neben den kommunalen Behörden alternierend mit Trogen der Zweifache Landrat, der Grosse Rat und das Ehegericht sowie im Wechsel mit Hundwil und Urnäsch der Kleine Rat hinter der Sitter zusammen. Während der Helvetik war Herisau Hauptort des gleichnamigen Distrikts. Die südwestlichen Gebiete um Schwellbrunn und Waldstatt trennten sich 1648 beziehungsweise 1720 von Herisau ab und wurden selbstständige Gemeinden. Höchste Instanz für die Belange der ganzen Kirchhöri war die aus den männlichen Ortsbürgern gebildete Kirchhöriversammlung, die spätere Gemeindeversammlung. Sie wählte Anfang Mai Gemeindehauptleute und Ratsherren und einzelne Beamte. Ab 1723 wählte die Vertreter in den Zweifachen Landrat. Von circa 1738 bis 1850 mussten die Ratsherren je zur Hälfte aus dem Dorf und aus den Aussenbezirken stammen. Das Hauptmannamt war ebenfalls doppelt besetzt. Politik und Wirtschaft Herisaus dominierten bis gegen 1830 wenige Familien. Diese waren untereinander verschwägert, teils rivalisierten sie auch miteinander.

### 19. und 20. Jahrhundert

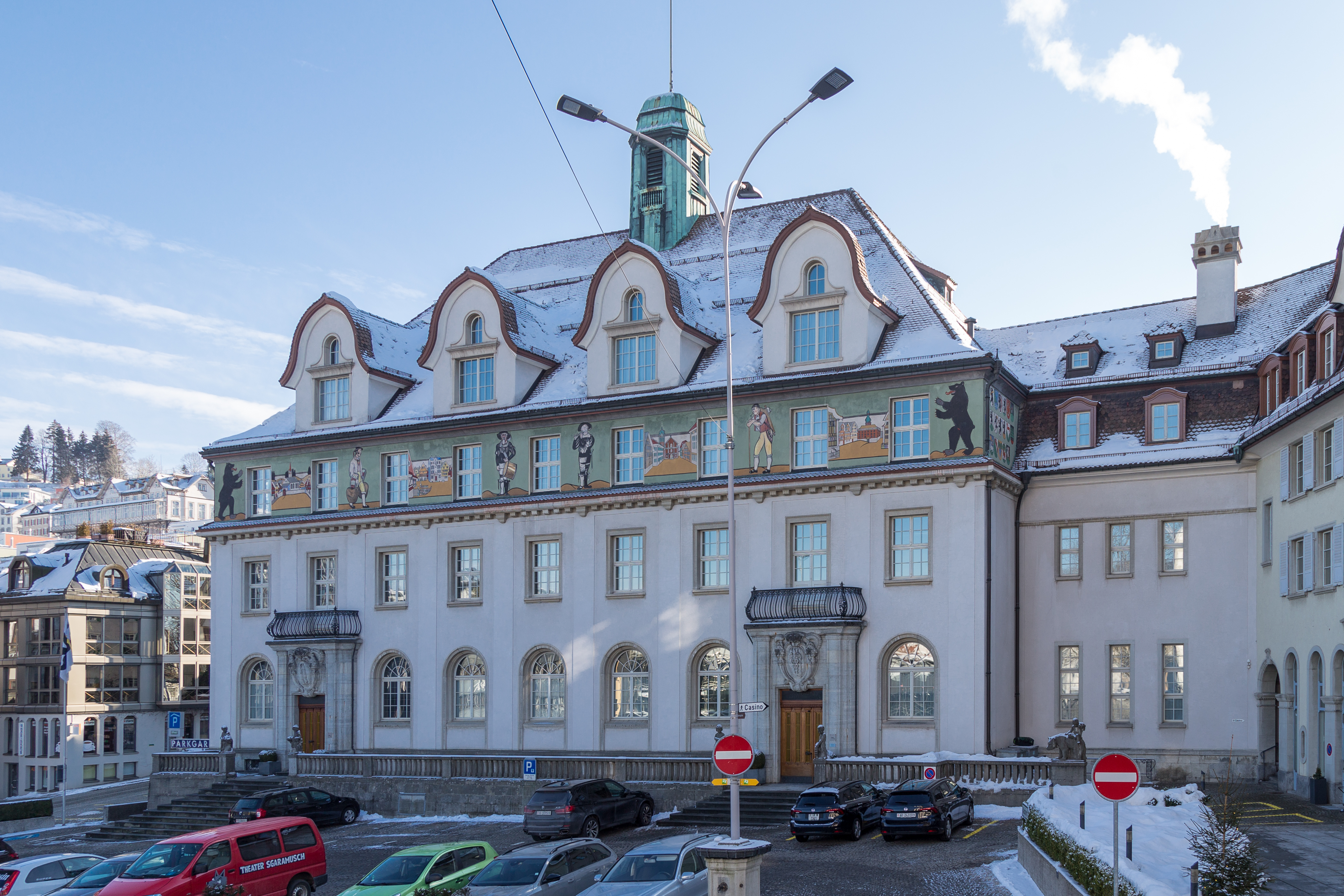
Kantonales Regierungsgebäude

Seit 1877 ist Herisau ordentlicher Tagungsort von Regierung und Parlament sowie Sitz der wichtigsten kantonalen Verwaltungszweige und damit faktisch Hauptort von Appenzell Ausserrhoden. Regierung, Parlament und Hauptverwaltungszweige waren bis 1914 im Gemeindehaus untergebracht. Der Regierungsrat und die Kantonskanzlei hatten ihre Büros von 1902 bis 1914 im neuen Postgebäude. Ab 1914 waren sie im Kantonalbank- und Regierungsgebäude am Obstmarkt untergebracht. 
Herisau ist seit 1866 Bankenplatz. Um am Schweizer Kolonialismus teilzunehmen, gründeten Unternehmer 1881 die lokale Geografische Gesellschaft. Ab 1870 verfügt Herisau über ein Regionalspital, und zwischen 1906 und 1908 wurde die Kantonale Psychiatrische Klinik erbaut. Das Kantonale Berufsbildungszentrum ging 1975 in Betrieb. Seit 1919 verfügt Herisau über ein eidgenössisches Zeughaus, und seit dem Bau einer Kaserne im Jahr 1865 befindet sich der eidgenössische Infanteriewaffenplatz in Herisau.
Im Jahr 1859 erfolgte die Gewaltentrennung durch die Bildung eines Gemeindegerichts. Dieses wurde 1972 abgeschafft. Im Jahr 1877 erfolgt die Auflösung der Kirchhöri und ihre Umwandlung in die evangelisch-reformierte Kirchgemeinde sowie die politische Einwohnergemeinde. An die Stelle der Gemeindeversammlung traten 1910 Wahlen und Abstimmungen an der Urne. Im Jahr 1975 wurden der Gemeinderat professionalisiert und von 21 auf sieben Mitglieder verkleinert sowie ein 31-köpfiges, im Proporzwahlrecht zu bestellendes Parlament (Einwohnerrat) geschaffen. Die Dorferkorporation erhielt 1834 eine private Verwaltung. Sie trat die Bereiche Feuerwehr, Polizei- und Wachtwesen bis 1875 der Gemeinde ab. Sie übernahm dafür die Strassenbeleuchtung im Zentrum und dehnte die Verantwortung für die Wasserversorgung allmählich auf das ganze Gemeindegebiet aus. Kommunalisiert wurden in den 1970er Jahren die zuvor privat getragenen Kindergärten, Verkehrsbetriebe und Strassenbeleuchtungen. Dagegen wurde 1972 die Polizei und 1993 das Regionalspital kantonalisiert. Die Kehrichtentsorgung wird seit 1971 im überregionalen Verband gelöst (KVA der Stadt St. Gallen). Die Alters- und Pflegeheime wurden 2001 in die neue Stiftung Altersbetreuung Herisau überführt.

## Ortsbild

Herisau, Ortsgesamtansicht, 1910

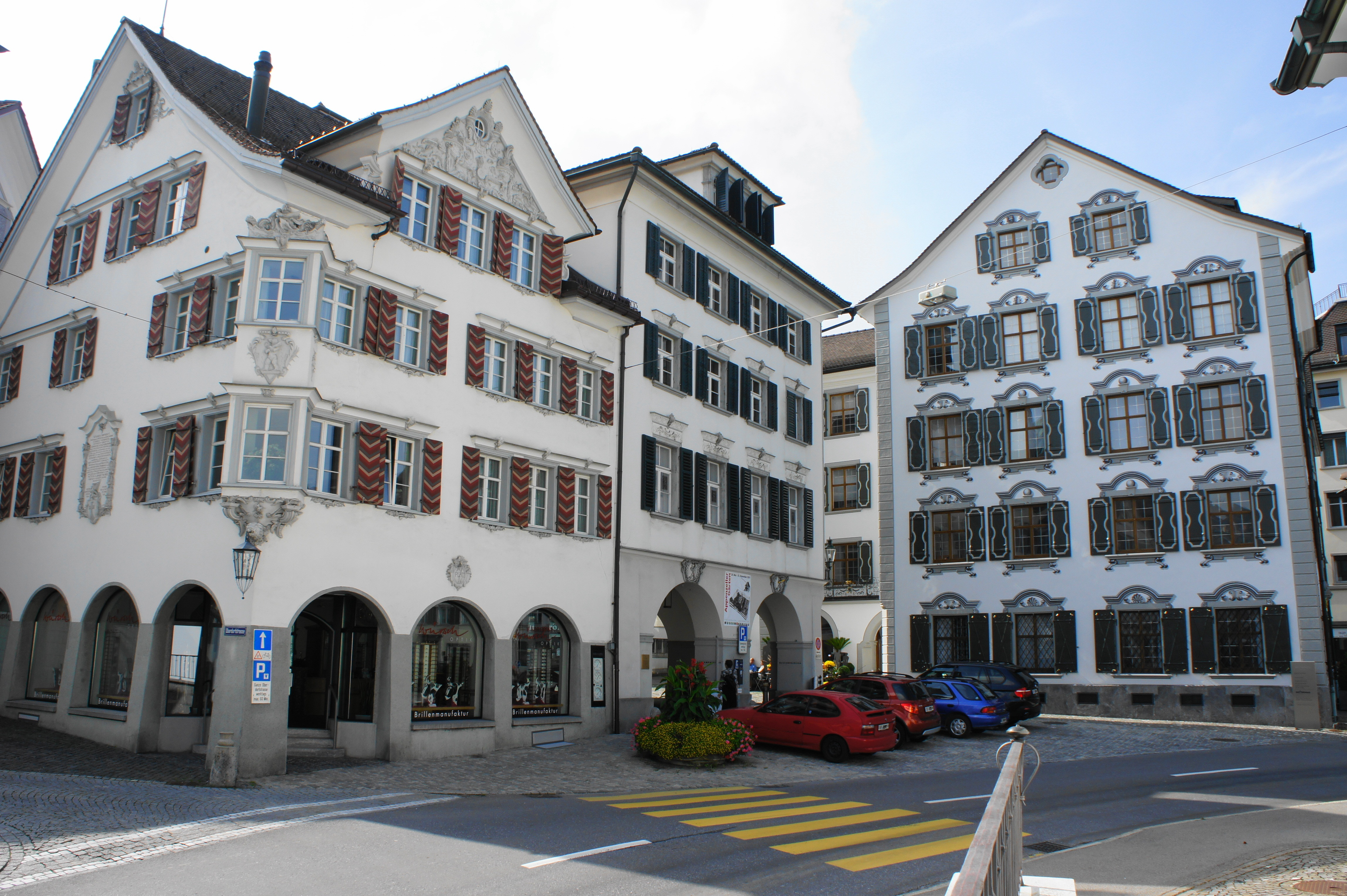
Zentrum von Herisau: Historisches Museum in der Mitte, Wetterhaus rechts (2011)

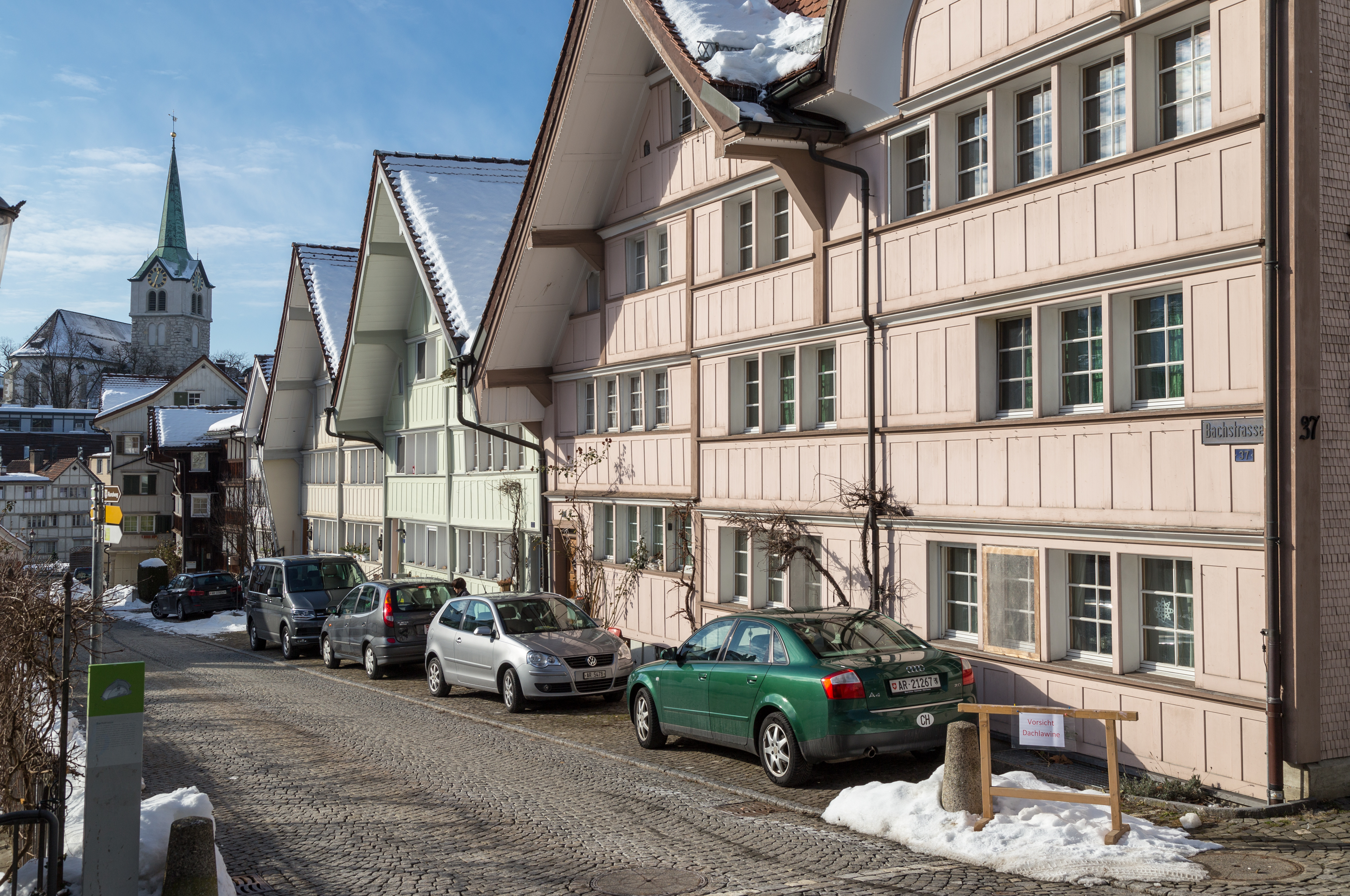
Bachstrasse und Ref. Kirche

Um die Kirche herum entwickelte sich ein Marktflecken, der im 16. Jahrhundert bereits aus mehr als 40 Häusern bestand. Trotz verheerender Dorfbrände in den Jahren 1559, 1606 und 1812 wuchs der Flecken um die Kirche rasch und zählte 1646 rund 85 Häuser. Die heutige Anlage des Dorfkerns geht auf den Wiederaufbau nach 1606 zurück. Viele der sogenannten «Fabrikantenhäuser», die ab 1750 entlang der sukzessive ausgebauten Hauptgassen errichtet wurden, blieben als prägende Elemente des Ortsbildes erhalten. Neue Akzente unter den dominierenden Holzbauten setzten 1737 am Kirchplatz zwei prunkvolle Wohnpaläste der Familie Wetter. Das Bevölkerungswachstum im 18. Jahrhundert führte zu einer Verdichtung der Streusiedlung in den Aussenbezirken. Die Bautätigkeit verlagerte sich nach 1760 auf das Dorf und die sich bildenden Industriegebiete an Glatt und Sägebach. Im Jahr 1791 zählte der Flecken um die Kirche bereits 250 Gebäude. Die Zahl der Dorfbrunnen erhöhte sich im 18. Jahrhundert von vier auf zwölf, ab 1808 wurde das Wasser weit ausserhalb gelegener Quellen ins Dorf geführt.
Das Ortsbild von Herisau wurde nach 1835 durch intensive Bautätigkeit stark verändert. Siedlungsgestaltend wirkten bis 1910 die Anlage von drei neuen, vom Zentrum wegführenden Strassen: Die Post-, Kasernen- und Bahnhofstrasse. Es entstanden Industrieansiedlungen an Sägebach, Glatt und im Bereich Nordhalde. Weiter wurde die Eisenbahn gebaut. Die 1875 im Zentrum eröffnete Station war ein Sackbahnhof. Für den heutigen Durchgangsbahnhof wurden grosse Planierungen am dynamischen Rande des Zentrums vorgenommen und zwischen 1907 und 1910 ein markantes Viadukt über das Glatttal geschlagen. Wohnquartiere, die im Umfeld des neuen Bahnhofs geplant waren, konnten dann nur noch stückweise realisiert werden. Die Wirtschaftskrise zog einen Schlussstrich unter ambitionierte Überbauungspläne. Steinbauten verdrängten im Ortszentrum die traditionellen Holzhäuser. Höhepunkte setzten die von 1899 bis 1902 errichtete, mit einer ans Bundeshaus gemahnenden Kuppel überdeckte neue Post sowie das zwischen 1912 und 1914 am neuen Hauptverkehrsknoten Obstmarkt errichtete Kantonalbank- und Regierungsgebäude. Städtebaulicher Ehrgeiz führte 1901 zur Schaffung eines Gemeindebaumeisteramtes und zur Mitgliedschaft im Schweizerischen Städtebund. Nach 1905 wurde Herisau zur Vorkämpferin des Heimatstils. Dank der Heimstickerei konnten ab 1880 auch die Aussenbezirke am «Bauboom» teilhaben.
In der Infrastruktur gab es die folgenden Meilensteine: Im Jahr 1857 wurde ein Telegrafenbüro errichtet und 1867 eine Gasfabrik. Im Zeitraum von 1883 bis 1884 entstand die Hauswasserversorgung und eine Hydrantenanlage. 1885 wurde ein örtliches Telefonnetz in Betrieb genommen. Von 1885 bis 1886 entstand eine Turnhalle. Im Jahr 1900 folgte der Anschluss ans Elektrizitätswerk Kubel und 1907 an die Kanalisation.
Das durch die Stickereikrise nach dem Ersten Weltkrieg bedingte Ende der Baukonjunktur liess das Ortsbild von 1918 bis 1943 erstarren. Nach 1950 leitete der akute Wohnungsmangel eine intensive Bautätigkeit ein: Industriequartiere wurden zu Wohnquartieren umgebaut. An der Peripherie des Zentrums und im Grünen entstanden neue Siedlungen. Parallel dazu wandelte sich der Ortskern zum kleinstädtischen Geschäftszentrum mit sinkendem Wohnanteil. Aus Mangel an preisgünstigen Wohnungen für Familien wurde 1943 die Siedlungs- und Baugenossenschaft Hemetli gegründet, die vor allem Siedlungen mit Mehrfamilienhäusern erstellte. 2018 verwaltete sie 288 Wohnungen.
Neben Schulhausbauten sowie Sport- und Kulturanlagen entstand von 1968 bis 1970 das Altersheim Heinrichsbad. Dieses wurde 1980 bis 1982 um Pflegeheim und Alterssiedlung erweitert. Im Zeitraum von 1968 bis 1972 entstand das Regionalspital. Von 1971 bis 1975 errichtete man die Kläranlagen. Diese erhielten zwischen 1997 und 1999 eine Erweiterung. Dem Dauerproblem Wasserknappheit begegnete die Dorferkorporation 1934 mit dem Anschluss ans Gemeinschaftswerk Herisau-Degersheim-Mogelsberg, 1966 durch Bezugsverträge mit der Stadt St. Gallen und 1993 durch Beitritt zur Regionalwasserversorgung St. Gallen mit Beteiligung am neuen Seewasserwerk Frasnacht. 1969 erfolgte die Einstellung der Gasproduktion und der Anschluss ans ostschweizerische Erdgasnetz.
Beim Wohnungsbau stand bis 1975 der Bau von Wohnblöcken im Vordergrund. Ab 1979 entstanden Einfamilienhäuser. Der bislang geschlossene Ortskern wuchs in der komplizierten Topografie zum unübersichtlichen, polypenähnlichen Gebilde an.

## Bevölkerung

### Bevölkerungszusammensetzung
Die 16'022 Einwohner von Herisau setzen sich wie folgt zusammen (Stand: 31. Dezember 2024):
Konfessionen:
- evangelisch-reformiert: 4453
- römisch-katholisch: 4188
- andere / ohne: 7381

Geschlechter:
- weiblich: 7938
- männlich: 8084

Bürgerrecht:
- Gemeindebürgerinnen und -bürger: 2050
- Kantons- und übrige Schweizerbürgerinnen und -bürger: 9822
- Ausländerinnen und Ausländer: 4150

### Bevölkerungsentwicklung
Die Herisauer Bevölkerung hat sich wie folgt entwickelt:
| Jahr | Einwohner | Schweizer | % deutschsprachig | % protestantisch | % römisch-katholisch |
| ---- | --------- | --------- | ----------------- | ---------------- | -------------------- |
| 1667 | 3021      |           |                   |                  |                      |
| 1734 | 4816      |           |                   |                  |                      |
| 1780 | 5933      |           |                   |                  |                      |
| 1813 | 6863      |           |                   |                  |                      |
| 1830 | 7014      |           |                   |                  |                      |
| 1850 | 8387      | 8189      |                   | 97,1 %           | 2,9 %                |
| 1870 | 9705      | 9481      |                   | 92,9 %           | 6,2 %                |
| 1888 | 12’937    | 12’082    | 98,9 %            | 87,7 %           | 12,0 %               |
| 1900 | 13’497    | 12’426    | 98,1 %            | 84,9 %           | 14,7 %               |
| 1910 | 15’336    | 13’550    | 95,0 %            | 81,4 %           | 18,0 %               |
| 1930 | 13’599    | 12’784    | 98,4 %            | 82,8 %           | 16,6 %               |
| 1950 | 13’407    | 12’819    | 97,6 %            | 80,6 %           | 18,6 %               |
| 1970 | 14’597    | 12’128    | 86,0 %            | 66,3 %           | 31,3 %               |
| 1990 | 15’624    | 12’731    | 84,6 %            | 55,3 %           | 34,1 %               |
| 2000 | 15’882    | 12’535    | 87,0 %            | 48,3 %           | 32,1 %               |
| 2010 | 15’236    | 12’353    |                   |                  |                      |
| 2021 | 15’703    | 11'995    |                   | 31,8 %           | 28,6 %               |
| 2022 | 15’887    | 11'962    |                   | 30,4 %           | 27,8 %               |

Herisau gehörte gemessen an der Einwohnerzahl im 18. Jahrhundert zu den grössten Schweizer Ortschaften. Nach einem Einbruch der Einwohnerzahl im frühen 17. Jahrhundert wegen der Pestzüge und der Abtrennung Schwellbrunns nahm die Bevölkerung dank der Blüte des Leinwandgewerbes von 1650 bis 1734 um über 60 Prozent zu. Ein weiterer Bevölkerungsanstieg folgte in den Jahren 1750 bis 1800 nach der Einführung von Baumwollweberei und Stoffveredelung. Der Zuwachs beruhte zu einem grossen Teil auf Zuwanderung, die fast ausschliesslich aus anderen Ausserrhoder Gemeinden erfolgte. Mit verschiedenen Massnahmen versuchte Herisau den Zustrom zu kontrollieren: Die Zuzüger hatten ab 1701 einen Einzug zu bezahlen und blieben bis zum Erwerb des Bürgerrechts von der Kirchhöriversammlung ausgeschlossen. Sie liessen sich bevorzugt in den Aussenbezirken nieder. Umgekehrt konzentrierten sich die Eliten, die bisher über das ganze Gemeindegebiet verstreut gelebt hatten, im Zuge der wirtschaftlichen Veränderungen im erweiterten Zentrumsbereich von Dorf, Glatt und Säge. Die Einwohnerzahlen verzeichneten im Gefolge der Stickereiblüte 1850–1910 eine dritte Phase des Wachstums. Es war im Vergleich zur übrigen Schweiz und zum restlichen Kanton Appenzell Ausserrhoden überdurchschnittlich stark. Herisau ist der einzige aus einem Flecken hervorgegangene Kantonshauptort, der vor 1915 die Zahl von 10'000 Einwohnern erreichte. Der Zuwachs beruhte nun vorab auf ausserkantonaler Zuwanderung. Der Anteil der Bürger aus anderen Schweizer Kantonen stieg im Zeitraum von 1850 bis 1920 von 11,5 % auf 43 % (1960 49 %) an, der Ausländeranteil von 2 % auf 12 %, während derjenige der Ortsbürger von 50 % auf 25,5 % sank. Die Zuziehenden liessen sich nun vor allem im Dorf und in den Fabrikbezirken nieder, wobei eigentliche Arbeiterquartiere entstanden. Nach 1920 brachen die Bevölkerungszahlen krisenbedingt ein. Nach 1950 begann eine allmähliche Erholung. Der Ausländeranteil nahm zwischen 1950 und 1970 von 4,5 % auf 17 % zu (2000 21 %), wobei nach 1980 Menschen aus Ex-Jugoslawien die Italienstämmigen als grösste Gruppe ablösten. Die Zeit ab 1970 ist gekennzeichnet durch hohe Fluktuation. Nur für 34 % der Wohnbevölkerung war 1990 Herisau auch der Geburtsort. Reaktionen auf diese Entwicklung waren unter anderen die Bildung von Quartiervereinen und die Veranstaltung von Dorffesten ab 1965. Weiter wird Herisau im Zuge der rapide steigenden individuellen Mobilität seit 1985 zunehmend in die Agglomeration St. Gallen eingebunden. Seine traditionelle Stellung als Regionalzentrum wird dadurch zum Teil geschwächt. Die täglichen Pendlerzahlen verzeichneten in den 1980er-Jahren einen sprunghaften Anstieg (von rund 1500 auf rund 2550), wobei das fast ausgeglichene Verhältnis sich leicht zugunsten der Zupendler verschob. Damit war die Pendlerbilanz erstmals seit 1960 wieder positiv. In den 1990er Jahren legten dann die Zupendlerzahlen wesentlich stärker zu.

## Politik

### Legislative
Die Legislative in Herisau ist der Einwohnerrat. Er besteht aus 31 Mitgliedern und wird alle vier Jahre durch das Volk neu gewählt (Proporz). Das Diagramm zeigt die Sitzverteilung in der Amtsperiode 2023–2027.
- SP: 6
- EVP: 3
- GLP: 2
- Mitte: 4
- PU: 5
- FDP: 5
- SVP: 6

### Exekutive
Die Exekutive in Herisau ist der Gemeinderat. Er besteht aus sieben Mitgliedern und wird alle vier Jahre durch das Volk neu gewählt (Majorz).

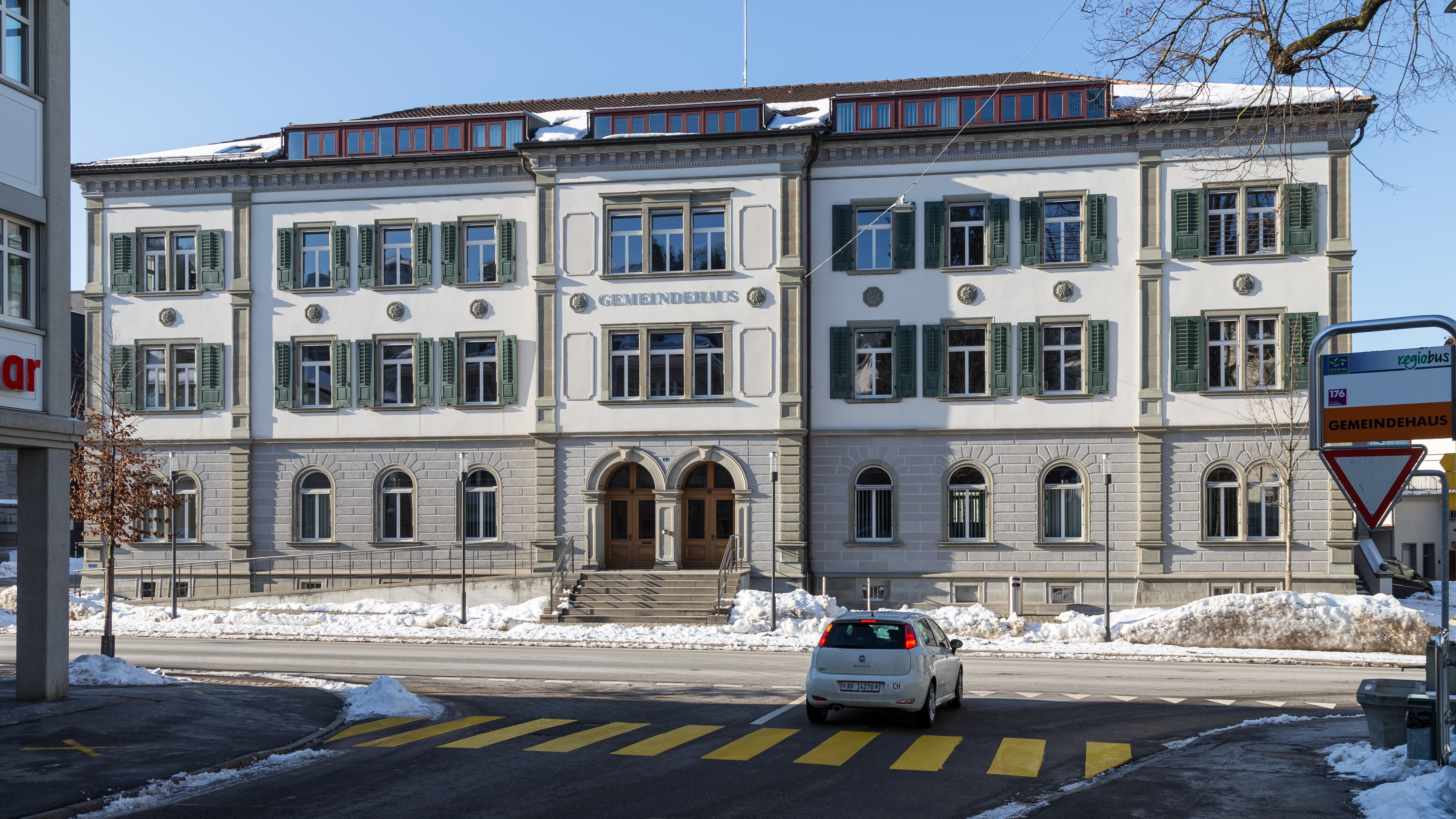
Gemeindehaus Herisau

| Mitglieder des Herisauer Gemeinderates               | Mitglieder des Herisauer Gemeinderates | Mitglieder des Herisauer Gemeinderates |
| Name                                                 | Partei                                 |                                        |
| ---------------------------------------------------- | -------------------------------------- | -------------------------------------- |
| Glen Aggeler (seit 2018)                             | Die Mitte                              |                                        |
| Max Eugster (seit 2006, Gemeindepräsident seit 2021) | SP                                     |                                        |
| Irene Hagmann (seit 2019)                            | Gewerbeverein/PU                       |                                        |
| Samuel Knöpfel (seit 2023)                           | SVP                                    |                                        |
| Peter Künzle (seit 2019)                             | EVP                                    |                                        |
| Sandra Nater-Schönenberger (seit 2014)               | FDP                                    |                                        |
| Max Slongo (seit 2024)                               | SVP                                    |                                        |

### Direktdemokratische Rechte
100 stimmberechtigte Einwohner können mittels einer Volksinitiative eine Änderung der Gemeindeordnung sowie den Erlass, die Änderung oder die Aufhebung von Reglementen und Beschlüssen, die dem obligatorischen oder fakultativen Referendum unterstehen, beantragen.
Zwingend einer Volksabstimmung unterliegen Änderungen der Gemeindeordnung.

## Wappen
|  | Blasonierung: «In Silber (Weiss) ein aufrechter, rot gezungter schwarzer Bär, der auf seinem dem Betrachter zugewandten Arm einen goldenen (gelben) Stamm trägt.» |
|  | |

## Wirtschaft

### Von der Landwirtschaft zur Industrie

Industrie im Glatttal und Eisenbahnviadukt, Aufnahme von 1969

Seit dem 16. Jahrhundert war das Textilgewerbe die wichtigste Quelle des Wohlstandes der Gemeinde. Einzelne, auf Leinwandhandel spezialisierte Familien machten damit zeitweise ein beträchtliches Vermögen. Die Herstellung von Leinwandtuchen ist ab 1515 belegt. Parallel dazu setzte sich die ab spätestens dem 14. Jahrhundert laufende Umstellung der Landwirtschaft auf Viehhaltung vollends durch. Neben diese trat als Ergänzung meist die Heimweberei. Der kommerzielle Ackerbau verschwand vollständig. Die für Appenzell Ausserrhoden typische Kombination von Viehwirtschaft und Heimweberei prägte spätestens ab 1700 auch die Landbezirke. Herisau vermochte zudem als Garnmarkt, der ab 1670 als wöchentlicher Markt bezeugt ist, als Werkplatz der Stoffveredelung und im Tuchhandel eine bedeutende Stellung zu erlangen. Der Tuchhandel ist ab 1706 als Leinwandschau erwähnt. Bildete Herisau bis ins 17. Jahrhundert nur einen Teil des Hinterlandes des Stadt-St. Galler Leinwandgewerbes, wurde es nach 1650 zur konkurrenzfähigen Rivalin. Herisauer Kaufleute begannen um 1660 mit dem Export von Leinwand nach Lyon.
Aufgrund der ausreichend vorhandenen Wasserkraft wurden das Appenzellerland und damit Herisau schon früh industrialisiert. 1666 nahmen die Brüder Ulrich und Bartholome Schiess eine erste Bleiche und später auch eine Papiermühle in Betrieb. Um 1737 wurde an der Glatt eine erste Stoffdruckerei eröffnet. Mit der Umstellung auf die Verarbeitung von Baumwolle gewann die Textilindustrie nach 1750 weiter an Gewicht. An mehreren peripher gelegenen Orten entstanden Bleichen und Appreturen. Am dichtesten reihten sich diese entlang der Glatt, wo sich ein erstes eigentliches Industriequartier mit verschiedenen Manufakturen ausbildete. Lebten 1579 in Herisau noch vier Garnhändler, wurden 1826 bereits 42 Kaufleute, 84 Fabrikanten, eine grosse Zahl Garnhändler und Webermeister sowie neun Bleichereien, zwölf Appreturen, vier Sengereien, zwei Stoffdruckereien und zwei Färbereien registriert. Es bestanden ferner acht Säge-, sieben Korn- und zwei Papiermühlen. Handwerk und Gewerbe zeichneten sich durch städtische Vielfalt aus. Viele Meister waren in zunftähnlichen Gesellschaften eingebunden. 1826 wurden 309 Meister, 175 Gesellen und 55 Lehrjungen erfasst. Herisau war der wichtigste Warenumschlagplatz im Appenzellerland mit Ausstrahlung bis in die fürstäbtische Landschaft und ins Toggenburg. Das entstandene Vermögen durch das Textilgewerbe mag einer der Gründe sein, warum sich vom 17. bis ins 19. Jahrhundert bis zu 17 Goldschmiede gleichzeitig in Herisau ihr Auskommen zu teilen hatten. Aus dem überschaubaren Fundus ihrer Arbeiten sind nebst verschiedenen Abendmahlskelchen vor allem Patengeschenke (Löffel) und vereinzelt Hoheitszeichen (Weibelschilde) erhalten geblieben.
Die wirtschaftliche Entwicklung verlief bis 1940 im Rhythmus der Konjunkturschwankungen der Textilindustrie. Die entscheidenden Akzente setzten von 1865 bis 1920 die Stickerei und ihre Hilfsindustrien. Herisau entwickelte sich zum Hauptzentrum der Ausrüstindustrie in der Ostschweiz. 1900 bestanden acht Bleichereien, zehn Appreturen, vier Sengereien, zwei Färbereien, eine Zwirnerei, mehrere Maschinenstickereien und 13 Textilhandelshäuser. Daneben verdienen die Draht- und Kabelfabrik der Suhner, die Buntpapierfabrik Walke (die erste ihrer Art in der Schweiz), zwei Lithografie- und Prägeanstalten und eine Buch- und Zeitungsdruckerei Erwähnung. Im 19. Jahrhundert gab es zudem intensive Bemühungen zur Förderung von Vieh- und Forstwirtschaft und zum Ausbau der Verkehrswege. Es kam zu grösseren Aufforstungen, zur Anlage von Baumschulen und zur Gründung mehrerer Talkäsereien. Der seit 1792 bestehende, wöchentliche Viehmarkt wandelte sich im 20. Jahrhundert zum grössten Ostschweizer Kälbermarkt.
Die Wirtschaftskrise der Zwischenkriegszeit traf Herisau empfindlich und zwang besonders Stickereien sowie kleine und mittlere Ausrüstereien zur Aufgabe. Die drei wichtigsten Betriebe, die Appretur AG Cilander, das Textilhandelshaus J.G. Nef & Co. und die Draht- und Kabelfabrik Suhner & Co., vermochten jedoch zu expandieren. Im Detailhandel erregte im Jahr 1928 die Eröffnung der ersten ostschweizerischen Migrosfiliale die Gemüter. Auffallend ist die starke Zunahme von Naturärzten und kantonal approbierten Zahnärzten ab 1930. Im Jahr 1939 zählte man 68 Naturärzte und 43 Zahnärzte, darunter den Kräuterpfarrer Johann Künzle, der in Herisau seine Kräuterzentrale Floralp betrieb. Den Gemeindebehörden gelang es nach 1945, die bislang einseitige Wirtschaftsstruktur beträchtlich zu diversifizieren. Insbesondere die Metall- und Maschinenindustrie kamen stark auf. Eine Zäsur brachten die Jahre 1965 bis 1975 mit dem Verlust von rund einem Drittel der Industriearbeitsplätze, vornehmlich im Textilbereich. Im selben Zeitraum legten dafür die Dienstleistungen zu und zogen mit dem 2. Sektor gleich. Diese Entwicklung schuf die Voraussetzungen für einen erneuten wirtschaftlichen Aufschwung, der erst nach 1995 durch die Rezession gebremst wurde.

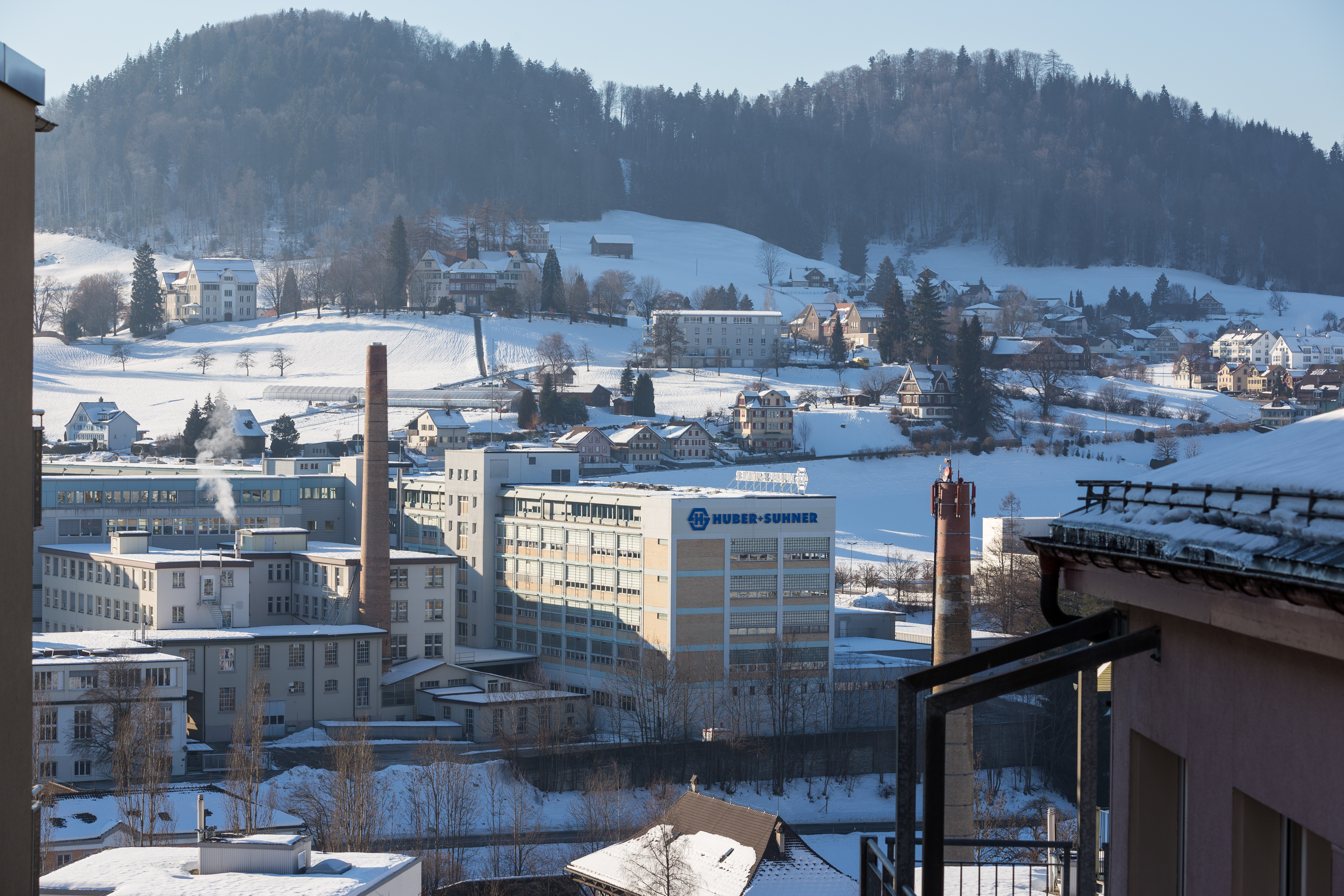
Huber+Suhner in Herisau

Am gesamtschweizerischen Wirtschaftsboom nach 1945 konnte Herisau trotzdem nur am Rande teilhaben. Flaggschiff der Ausserrhoder Wirtschaft der Nachkriegszeit ist die erfolgreich in Elektrotechnik, Gummi- und Kunststoffverarbeitung eingestiegene Suhner & Co., deren Firmenname seit 1969 Huber+Suhner lautet. Die Textilindustrie, die 1905 noch 59 Prozent der Arbeitsplätze gestellt hatte, war bis ins Jahr 1995 auf fünf Prozent geschrumpft. Markant nahmen dafür zwischen 1955 und 1995 die Arbeitsplätze in der öffentlichen Verwaltung von 11 Prozent auf 20 Prozent zu. Auch im Bereich Beratung, Planung und Interessenvertretung kam es zu einem Anstieg von 17 auf 324 Vollzeitstellen. Im Jahr 2000 bot der Dienstleistungssektor etwa die Hälfte der Arbeitsplätze, die Landwirtschaft knapp vier Prozent. Mit mehr als 8000 Arbeitsplätzen trägt Herisau entscheidend dazu bei, dass das Appenzeller Hinterland als Arbeitsregion dem Sog der Region St. Gallen-Gossau widersteht.
Heute sind in Herisau 743 Firmen eingeschrieben, darunter die Huber+Suhner AG, das bedeutendste Industrieunternehmen im Appenzellerland, die Stagelight und die Metrohm. Letztere entwickelt Präzisionsmessinstrumente, mit welchen Substanzen in geringster Spur nachgewiesen werden können. Die Messgeräte von Metrohm finden sich in Laboren überall auf der Welt. Die Firma setzt sich die Erhaltung und Schaffung von Arbeitsplätzen im Kanton Appenzell Ausserrhoden zum Ziel. Die Textilveredlungsfirma Cilander hat angekündigt, den Betrieb im August 2024 nach 210 Jahren einzustellen.

### Medien
In der Zeit des politischen Aufbruchs im 19. Jahrhundert erschienen in Herisau mehrere Zeitung, darunter die Appezeller Volkswacht, das Herisauer Tagblatt, Der Freie Appenzeller und das Appenzellische Volksblatt. Die letzte verbliebene Tageszeitung ist die Appenzeller Zeitung. Sie erschien ab 1828 in Trogen, 1852 wurde sie von Michael Schläpfer gekauft und fortan in Herisau herausgegeben. Die Appenzeller Zeitung wurde 1969 ein Kopfblatt des St. Galler Tagblatts, 2018 ging sie in den Medienverbund CH Media ein.
Das Appenzeller Medienhaus, das einst die Appenzeller Zeitung produziert hatte, wurde 2014 aufgelöst. Die heutige Appenzeller Druckerei wurde an den Appenzeller Volksfreund verkauft. Den Appenzeller Verlag übernahm Marcel Steiner und verlegte ihn nach Schwellbrunn.
Seit 2017 gibt es das Magazin de Herisauer. Es wird monatlich von der Appenzeller Druckerei herausgegeben. Die Gratiszeitung Herisauer Nachrichten ist ein Kopfblatt der St. Galler Nachrichten und erscheint wöchentlich.

### Bildung
Erste Schulen sind seit Mitte des 16. Jahrhunderts bezeugt, er fand in Privathäusern und gegen Entgelt statt. Das erste eigentliche Schulhaus stand im Saum und wurde 1929 gebaut. 1934 wurden Freischulen eingeführt, bis 1870 entstanden 12 Schulbezirke und mehr und mehr Schulhäuser. Die Standorte der Kindergärten und Primarschulen sind bis heute über das Gemeindegebiet verteilt. Die Oberstufe ist im Ebnet zusammengefasst und wird im Schulmodell Neigung geführt. Herisau verfügt über eine ausserschulische Kinderbetreuung. Die Musikschule Herisau-Appenzeller Hinterland bietet Musikunterricht für Kinder, Jugendliche und Erwachsene an.
Das Berufsbildungszentrum Herisau bietet die Kaufmännische Grundbildung und eine Gewerbliche Berufsschule an. Die Kantonsschule für Appenzell Ausserrhoden befindet sich in Trogen.

### Öffentliche Einrichtungen
Ein Vorläufer des Bezirksspitals kann das private «Asyl für weibliche Kranke mit besonderer Rücksicht auf Dienstmägde» gelten, das nach den Pockenepidemien von 1864/66 eröffnet wurde und bald auch erweitert und für Männer geöffnet wurde. Die Betreuung der Kranken übernahmen Diakonissen von Neumünster auf dem Zollikerberg. Das Bezirkskrankenhaus wurde 1876–1879 vorerst ohne Mittel der Gemeinde gebaut, geriet dann aber in Finanznot und wurde von den hinterländischen Gemeinden übernommen. Ab den 1960er-Jahren wurden die Diakonissen mehr und mehr von «freien» Pflegerinnen abgelöst. Der Neubau für das heutige Bezirksspital Herisau datiert von 1968 bis 1972. Das Spital führt Abteilungen für Innere Medizin, Chirurgie und eine Frauenklinik mit Geburtsabteilung. 2012 wurde der Spitalverbund Appenzell Ausserrhoden (SVAR) als öffentlich-rechtliche Anstalt gegründet. Darin sind das Spital und das Psychiatrische Zentrum zusammengefasst.

Ausserrhodische Heil- und Pflegeanstalt, 1909

1908 wurde die Kantonale Heil- und Pflegeanstalt im Krombach, das heutige Psychiatrische Zentrum Appenzell Ausserrhoden eröffnet. Die Anlage hatte 250 Betten und wurde als Dorf angelegt. Es sollte keine Zwangsanstalt sein, sondern den Patientinnen und Patienten gewisse Freiheiten lassen. Modern war auch das Konzept der Therapie durch Arbeit. Ein prominenter Patient des Psychiatrischen Zentrums war der Dichter Robert Walser, der 1933 bis zu seinem Tod 1956 hier lebte. Ab 1915 wirkte Hermann Rorschach als Sekundararzt am Psychiatrischen Zentrum, seiner Frau Olga blieb eine Anstellung verwehrt. Der Psychiater entwickelte in Herisau den Rorschachtest. Das Psychiatrische Zentrum bietet heute stationäre und ambulante Therapien an, es führt eine Beschäftigungsstätte und ein Wohnheim mit betreuten Plätzen.

Das Heinrichsbad, 1826

Im Heinrichsbad im Osten von Herisau befand sich ab 1666 eine Bleicherei. Schon bald entdeckte man, dass eine der Quellen Heilwasser fördert und erste Bäder entstanden. 1824 baute Heinrich Steiger die Kuranstalt Heinrichsbad, die in den folgenden Jahren florierte und noble Gäste aus ganz Europa anzog. Die Heilbäder wurden ergänzt durch Molkenkuren. Ab 1873 richtete sich das Kurhaus mit Pfarrer Rudolf Wenger zunehmend christlich aus und wuchs weiter: 1874 stockte man auf 150 Betten auf. Luise Büchi leitete die Hauswirtschaft und führte ab 1882 eine Koch- und Haushaltungsschule, die in 40 Jahren rund 1500 junge Frauen ausbildete. Aus der praktischen Arbeit entstand auch das 600 Seiten dicke «Heinrichsbader Kochbuch», das in vielen Auflagen eine grosse Verbreitung erfuhr. Während des Zweiten Weltkriegs wurden im Heinrichsbad französische Offiziere interniert. 1950 kaufte die Gemeinde Herisau die Liegenschaft, um darin ein Altersheim einzurichten. Auf dem Areal wurde ein Neubau errichtet, der 1970 eingeweiht wurde.
2001 wurde die Stiftung Altersbetreuung Herisau (seit 2023 Stiftung Leben im Alter) gegründet, die im Heinrichsbad die drei Häuser Park, Waldegg und Tanneck sowie das Haus Ebnet und das Haus Dreilinden führt. Es gibt unterschiedliche Wohnformen sowie eine Pflege- und eine Demenzabteilung. Als Vertragsgemeinden sind Hundwil, Schönengrund, Stein, Urnäsch und Waldstatt der Altersbetreuung angeschlossen.

### Soziale Institutionen
Der Kreckelhof wurde in den Jahren 1913 bis 1915 als Arbeits- und Erziehungsanstalt der Gemeinde gebaut. Angeschlossen waren eine Landwirtschaft, eine Holzspalterei und eine Mosterei, und die Insassen besorgten später auch die Kehrichtabfuhr in Herisau. Nach einer Debatte über das rigide Anstaltsreglement wurde die Anstalt 1981 geschlossen. in der Folge wurde der Kreckelhof zu einem Wohnheim für Menschen mit psychischen und sozialen Beeinträchtigungen, das nach den Grundsätzen der psychoanalytischen Sozialarbeit geführt wird. Das Wohnheim Kreuzstrasse im Kreckel wird von einem Verein getragen.
In Herisau sind mehrere Organisationen im sozialtherapeutischen Bereich ansässig: Der Verein Säntisblick ist eine sozialpsychiatrische Organisation, die 1974 gegründet wurde und vier Wohngruppen für Erwachsene mit psychischen Beeinträchtigungen führt. Ausserdem bietet Säntisblick Tagesstrukturen an. Die Stiftung Dreischiibe bietet in Herisau, Flawil und St. Gallen geschützte Arbeitsplätze in den Bereichen Gastronomie, Hauswartung, Wäscherei etc. für Menschen mit Beeinträchtigungen zur sozialen Integration an. Die Stiftung Tosam wurde 1989 gegründet und bietet Arbeits- und Ausbildungsmöglichkeiten mit sozialtherapeutischer Begleitung. Keimzelle war der Hof Baldenwil, ein Landwirtschaftsbetrieb, der inzwischen aber aufgegeben werden musste. Tosam ist ausser in Herisau auch in Flawil, Degersheim und Appenzell tätig.

### Verkehr
Herisau lag am alten Strassenkreuz der Verbindungen St. Gallen–Toggenburg und Gossau–Hundwil mit dem Verkehrsknoten am Obstmarkt. Die heutige Nationalstrasse 25 St. Gallen Winkeln–Appenzell verläuft als Hauptstrasse 8 durch Herisau. Das hohe Verkehrsaufkommen führt dazu, dass ein neuer Autobahnzubringer mit Umfahrung von Herisau (A25) projektiert ist.

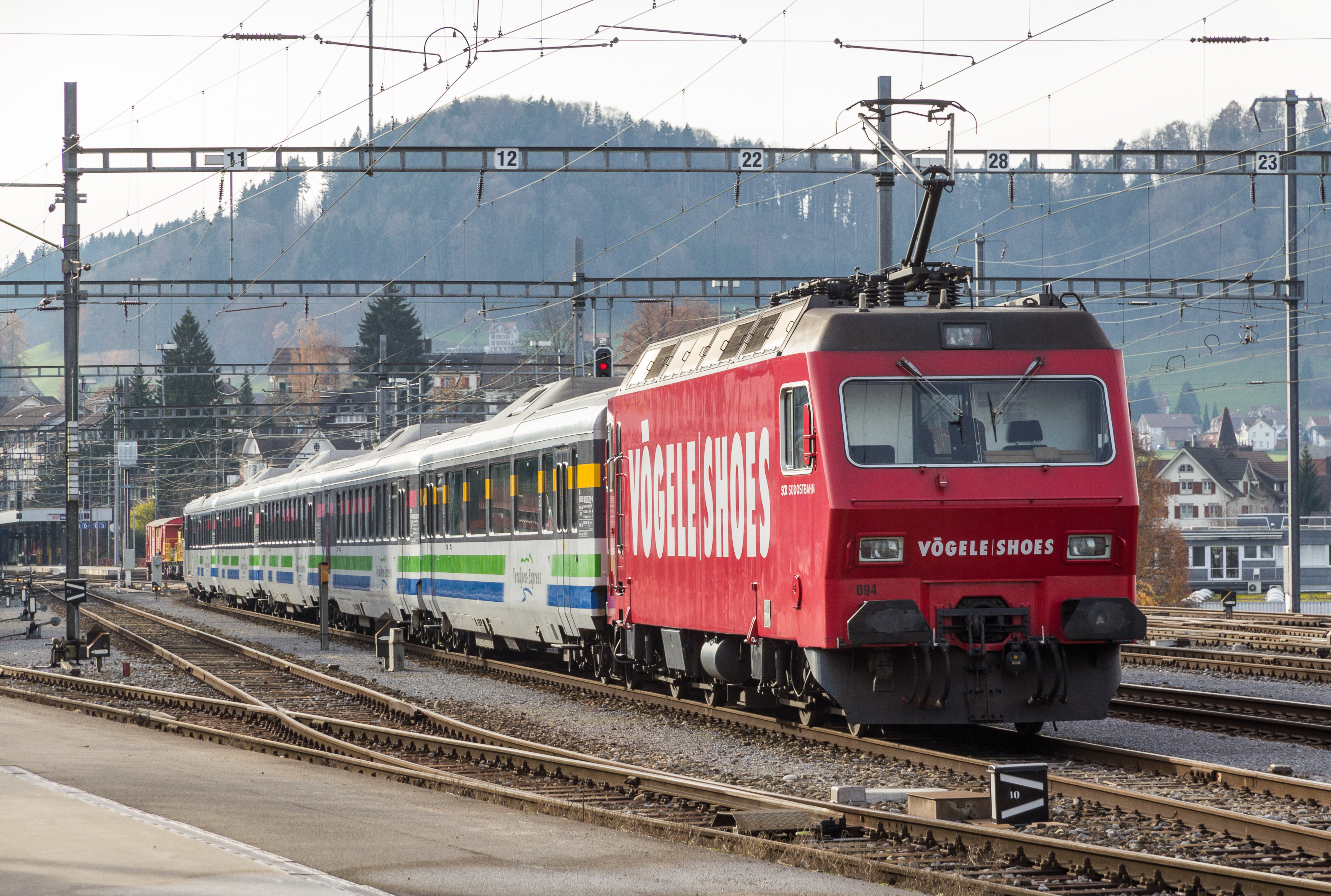
Voralpen-Express in Herisau

1875 eröffnete die Schweizerische Gesellschaft für Localbahnen (ab 1885 Appenzeller Bahn) die Bahnstrecke Winkeln–Herisau–Urnäsch. In Herisau befand sich ein Kopfbahnhof ungefähr am Ort des heutigen Hotel Herisau. Als um die Jahrhundertwende die Bodensee-Toggenburg-Bahn mit der Strecke von St. Gallen über Herisau nach Wattwil projektiert wurde, musste der Bahnhof Herisau tiefer gesetzt und zum Durchgangsbahnhof ausgebaut werden. In den Jahren danach gab die Appenzeller Bahn die Strecke nach Winkeln auf und setzte stattdessen auf die Verbindung nach Gossau und damit den Anschluss an die SBB.
Die Bodensee-Toggenburg-Bahn wurde 1910 eröffnet. Die Arbeiten hatten fünf Jahre gedauert, die Streckenführung erforderte viele Kunstbauten. In Herisau waren dies insbesondere der Sitterviadukt – mit 99 Metern die höchste Eisenbahnbrücke der Schweiz – und der 296 Meter lange Viadukt über das Glatttal. 2001 fusionierte die Bodensee-Toggenburg-Bahn mit der Schweizerischen Südostbahn. Sie betreibt unter anderem den Voralpen-Express St. Gallen–Herisau–Wattwil–Rapperswil–Luzern.
Seit 2022 wird der Bahnhof Herisau umgebaut. Die Gleise der Appenzeller Bahnen wurden erneut verlegt, um Platz zu schaffen für einen Bushof. Die Verkehrsführung wird neu geordnet und eine neue Erschliessung für Fussgänger erstellt. Herisau ist an die St. Galler S-Bahn angeschlossen. Es gibt einen Ortsbus, der die Quartiere erschliesst. Postautolinien führen nach Schwellbrunn, Winkeln–Abtwil, Brunnadern-Neckertal und Hundwil–Stein–St. Gallen bzw. Teufen.

### Militär

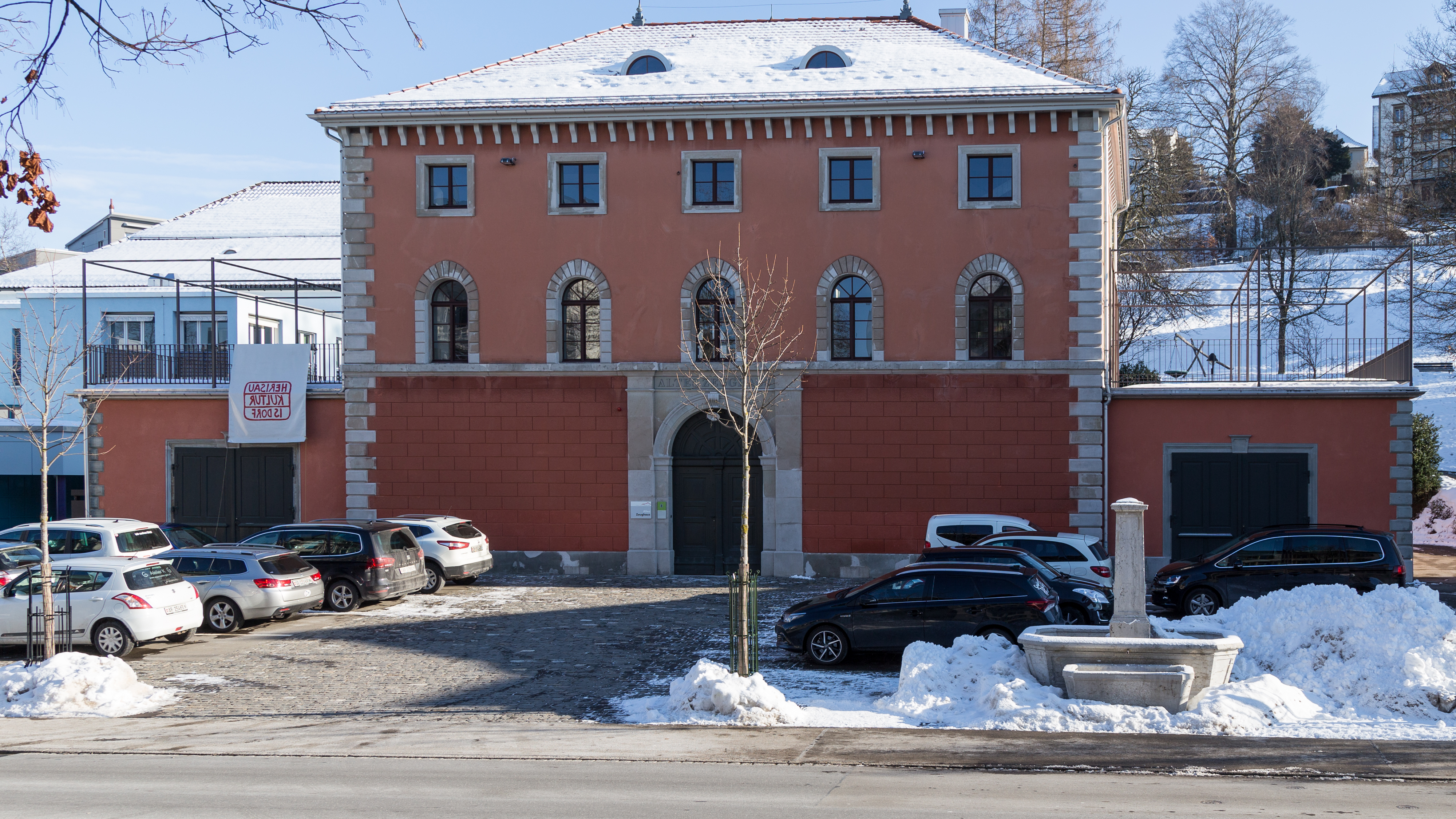
Das alte Zeughaus von Felix Wilhelm Kubly

1836–1838 wurde nach Plänen des Architekten Felix Wilhelm Kubly ein erstes Zeughaus an der Poststrasse erbaut. Es ist ein kubischer Bau mit einem fensterlosen Erdgeschoss und monumentalem Einfahrtstor. Die Kaserne ist ebenfalls ein Kubly-Bau, der 1865 fertiggestellt wurde. Der hufeisenförmige, viergeschossige Zweckbau trägt ein Walmdach. 1917 wurde in der Nähe der Kaserne ein neues Zeughaus erstellt – ein Bau im Heimatstil mit tief heruntergezogenem Dach, zwei Rundbogen und einer Serie von Toren im Erdgeschoss. Der Entwurf stammte von Alfred Ramseyer. 2008 konnte der Kanton dieses Zeughaus kaufen. Es wurde umgebaut und erweitert und beherbergt nun die Kantonspolizei, die Notrufzentrale und das Amt für Militär und Bevölkerungsschutz.
Herisau ist seit 1881 ein eidgenössischer Waffenplatz. Er wird für die Ausbildung von Rekruten und Unteroffizieren der Infanterie genutzt. Seit 1975 ist Herisau Sitz der Berufsunteroffiziersschule der Armee BUSA. 1997 wurden der Schiessplatz im Breitfeld Gossau neu gestaltet und zusätzliche Unterkünfte in Neuchlen-Anschwilen eröffnet.

## Kultur und Freizeit
Mit dem Casino steht in Herisau ein grosser Saal mit 600 Sitzplätzen für grössere Gastspiele und Konzerte zur Verfügung. Zum Kulturzentrum gehört ausserdem der Saal im Alten Zeughaus. In der Chälblihalle sind Militär, Vereine und andere Institutionen einquartiert, sie wird auch für Feste, Ausstellungen und Events genutzt. Mit der Alten Stuhlfabrik hat sich ein weiterer Ort für diverse kulturelle Veranstaltungen etabliert. Die Tonhalle – erbaut 1902–1905 mit Konzert- und Theatersälen, Gesellschaftszimmern und einer Kegelbahn – ist kein Veranstaltungsort mehr, sondern beherbergt Kleingewerbe.
Herisau ist der Sitz der Stiftung für appenzellische Volkskunde. Ihr Zweck ist das Sammeln, Darstellen und Erforschen des volkskundlichen Kulturguts des Kantons Appenzell Ausserrhoden. Die Sammlung der Stiftung umfasst u. a. Möbelmalerei, Senntumsmalerei und Gegenstände der sennischen Kultur. Ihre Objekte sind als Leihgaben im Appenzeller Volkskunde-Museum in Stein, im Appenzeller Brauchtumsmuseum Urnäsch, im Museum Herisau und im Museum Heiden ausgestellt.
Das Schlössli Steinegg ist der Sitz der Steinegg-Stiftung. Sie wurde 1996 von Heinrich Tanner (1925–2023) gegründet. Die Stiftung unterstützt Projekte in den Bereichen Soziales und Gesundheit, Kultur, Bildung, Entschwicklungshilfe und Wirtschaftsförderung. Das Schlössli wurde 1780 von Bartholome Tanner erbaut. Es war zunächst ein Mustergut für moderne Landwirtschaft, ab 1911 war es nur noch ein Wohnhaus mit einer grossen Gartenanlage. Heinrich Tanner vermachte es schliesslich der Steinegg-Stiftung.

### Museen
Das Museum Herisau befasst sich mit der Kulturgeschichte des Kantons vom Mittelalter bis zur Gegenwart. Die Ausstellung vermittelt Einblicke in Alltag, Kultur und Politik vorwiegend im 19. und 20. Jahrhundert. Sie zeigt Möbel und Kleidungsstücke, dokumentiert infrastrukturelle Entwicklungen und beleuchtet Arbeit und Industrialisierung im Kanton. Ein Zimmer ist ganz Robert Walser gewidmet.
Das Figurentheater-Museum ist einerseits eine Ausstellung von Theaterfiguren aus aller Welt mit einer Wechselausstellung zu besonderen Schweizer Bühnen. Andererseits ist es auch ein Theater mit regelmässigen Vorstellungen. Zudem beherbergt es auch eine Dokumentationsstelle zum Figurentheater in der Schweiz.

### Literatur

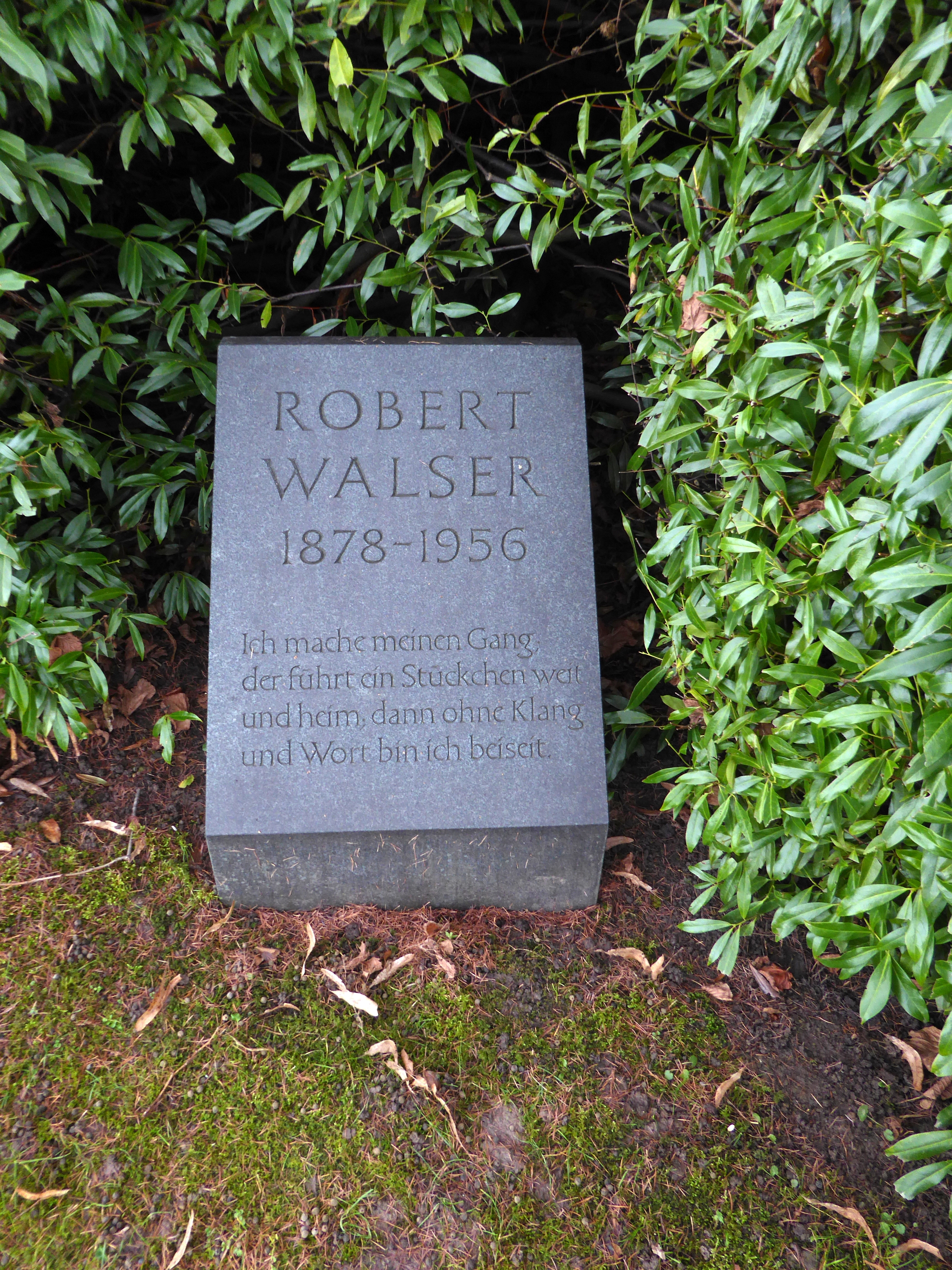
Gedenkstein für Robert Walser auf dem Friedhof Herisau

### Bühne
1964 gründete Sigurd Leeder in Herisau seine School of Dance im Mühlebühl im Tanzstudio von Grete Müller. Der international bekannte Tänzer und Tanzpädagoge lehrte hier bis zu seinem Tod 1981 Ausdruckstanz. Am selben Ort betreiben Christine von Mentlen und Claudia Roemmel heute einen Tanzraum mit Aufführungen und Kursen.

### Musik
Der Jodlerklub Herisau-Säge besteht seit 1932. Er organisiert regelmässig Unterhaltungsabende und tritt an Konzerten auf. Ebenfalls hat er mehrere Tonträger aufgenommen. 2001 war er Gastgeber des 24. Nordostschweizerischen Jodlerfests in Herisau.
In Herisau gibt es diverse Chöre und Musikvereine – von der traditionellen Bürgermusik über Streichmusik bis zur Guggenmusik.

### Film
Das Herisauer Kino Cinétreff verfügt über zwei Säle, in denen aktuelle Filme programmiert werden. Das Kino ist als Verein organisiert.
Die Filmproduzentin und Inhaberin der Vega Film AG, Ruth Waldburger ist in Herisau aufgewachsen. Ihre Filme wurden mehrfach ausgezeichnet.

### Bauwerke
- Dorfkern. Da Herisau ein Marktflecken war, erinnert dieser Ortsteil an eine Altstadt (Obstmarkt, Oberdorfstrasse, Schmiedgasse, Bach-, Buchenstrasse)
- Die Reformierte Pfarrkirche St. Laurentius wurde in den Jahren 1516–1520 erbaut. Es ist eine spätgotische Landkirche mit einem Langhaus und einem Chor. Den Chor überspannt ein gotisches Netzgewölbe, das 1782 mit Rokokostuckaturen verziert wurde. Bemerkenswert ist der Turm, der deutlich älter ist und wohl aus dem Mittelalter stammt. Zur Ausstattung gehört ein Abendmahlskelch von Christoph Laminit, Memmingen.

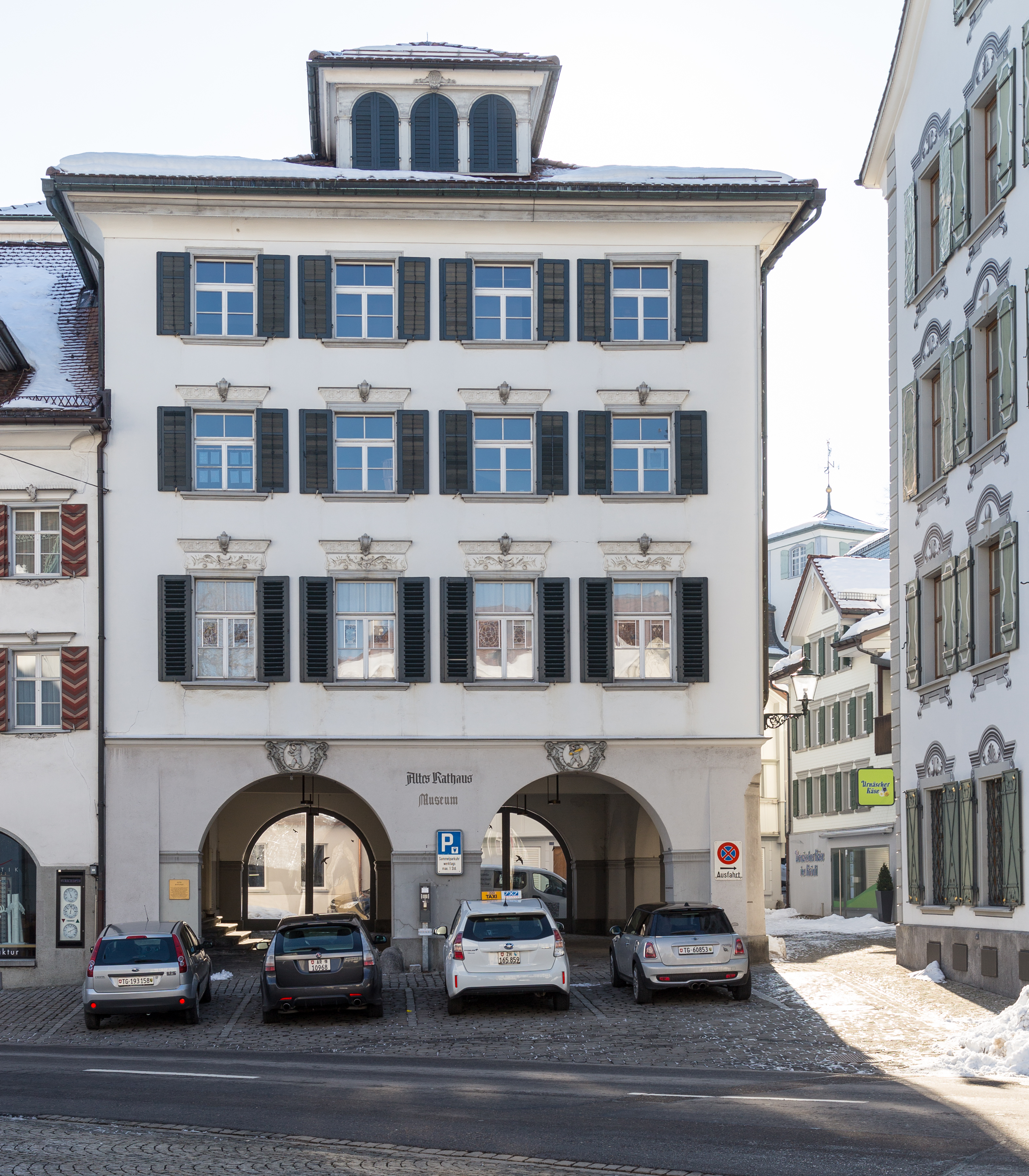
Altes Rathaus, heute Museum Herisau

- Das Alte Rathaus von 1828 hat im Erdgeschoss eine offene Chäshalle. Im dreigeschossigen Riegelbau im klassizistischen Stil tagte von 1828 bis 1877 der Grosse Rat von Appenzell Ausserrhoden und der Gemeinderat von Herisau. Heute ist darin das Museum Herisau untergebracht.[25]
- Das Gemeindehaus wurde 1876–1879 gebaut. Es ist ein klassizistischer Bau mit einem Doppelportal in Triumphbogenarchitektur. Der Ratssaal im ersten Obergeschoss ist mit Wappenscheiben ausgestattet.[25]
- Der Kantonsrat tagt seit 1876 ausschliesslich in Herisau. Der Kantonsratssaal befindet sich in einem Gebäude, das 1912–1914 als Bank- und Regierungsgebäude erstellt wurde. Das Haus mit den zwei Portalen für Bank und Regierung wurde repräsentativ ausgebaut mit Gewölben in den Treppenhäusern, Wandverkleidungen aus Nussbaumholz und Stuckdecke im Kantonsratssaal. Der besondere Schmuck des Saals ist ein umlaufendes Fries mit den Porträtbildern der Landammänner. Der Saal wurde 2004 technisch modernisiert und leicht ummöbliert, behielt aber seine ursprüngliche Gestalt.[50][51]
- Das aus einer alten (von der Glatt betriebenen) Mühle hervorgegangene und 1778 zur Textildruckerei erweiterte Schwarze Haus ist ein frühes Industriedenkmal. Heute dient es als Wohnhaus.[52]
- Der Weiler Schwänberg gilt als die älteste urkundlich erwähnte Siedlung des Appenzellerlandes. Sehenswert ist beispielsweise das so genannte «alte Rathaus» – das Wohnhaus eines Söldnerhauptmanns aus dem Dreissigjährigen Krieg (1618–1648). Es ist auf Anfrage zu besichtigen.[53]

Einige Gebäude im Ortskern und auf dem übrigen Gemeindegebiet von Herisau (vgl. Weiler Schwänberg) sind auf der Liste der Kulturgüter von nationaler Bedeutung im Kanton Appenzell Ausserrhoden zu finden.

### Sport
Das Sportzentrum an der Kasernenstrasse verfügt über eine Sporthalle, eine Eishalle, ein Hallenbad sowie diverse Aussenanlagen, dazu gehört auch das Freibad Sonnenberg. Erbaut wurde das Sportzentrum in den Jahren 1971–1973 von einer Genossenschaft, die es auch betreibt. Die Gemeinde engagiert sich jedoch finanziell.
In Herisau gibt es einen Fussball- und einen Schlittschuh-Club, die beide nicht in der Top-Liga spielen. Der Schlittschuh-Club engagiert sich für die Nachwuchsförderung mit einer Hockeyschule für Kinder und Jugendliche. Das weitere Angebot an Sportvereinen ist sehr vielfältig und reicht von Schützengesellschaften über Karate bis Handball.

### Veranstaltungen
- Die Fasnacht dauert vom Schmutzigen Donnerstag bis zum Funkensonntag. Am Aschermittwoch wird Gidio Hosestoss von den Herisauer Schulkindern im Beisein der Trauergemeinde zu Grabe getragen. Am darauffolgenden Sonntag wird er (Gidio) auf dem «Ebnet» verbrannt. Herisau gilt auch als Hochburg der Ostschweizer Beizenfasnacht (Schnitzelbängg, Sauknapp-Party, Gugge-Monsterkonzert).
- Am «Blochmontag», dem Montag nach Aschermittwoch, findet der Bloch-Umzug statt.[55]
- Von Mitte April bis Ende November wird jeden Samstagvormittag ein Wochenmarkt mit jeweils qualitativ hochwertigen, regionalen Produkten veranstaltet.
- Ein Kinderfest wird alle zwei Jahre gefeiert. Hierin ist es Brauch, dass das Volk von Herisau die Kinder und Jugendlichen, privat zuhause oder offeriert in der ortsansässigen Gastronomie, zum Mittagessen einlädt. Anschliessend finden jeweils ein festlicher Umzug und verschiedene Aufführungen statt.[56]
- Alternierend zum Kinderfest wird alle zwei Jahre das Herisauer Dorffest durchgeführt. Unter Mitwirkung der engagierten Mitglieder zahlreicher Vereine wird im Dorfzentrum gefeiert.[57]
- Die traditionelle Viehschau findet jeweils am Dienstag nach dem Eidgenössischen Bettag statt.[58]
- Am letzten Samstag im August wird «Usegstuehlet», aber nur bei schönem Wetter.[59]
- Alle drei Jahre im September präsentiert das Gewerbe aus der Region während vier Tagen seine Produkte an der Herisauer Herbstmarkt-Ausstellung (HEMA) in einer Zeltstadt auf dem Kreckel-Areal.[60]
- Jeweils am ersten Oktober-Wochenende findet von Freitag bis Sonntag ein überregional beliebter Jahrmarkt auf dem Ebnet statt. Ein Warenmarkt ergänzt am genannten Samstag und Sonntag das Angebot.
- Im Dezember findet der «Christchindlimarkt» auf dem Ebnet statt.[61]
- Am 31. Dezember sind in Herisau die Silvesterchläuse unterwegs (Schöni, Schöwüeschti, Wüeschti) aus Herisau, Waldstatt, Schönengrund und zugewandten Orten, Schwellbrunn, Urnäsch etc.

## Bilder

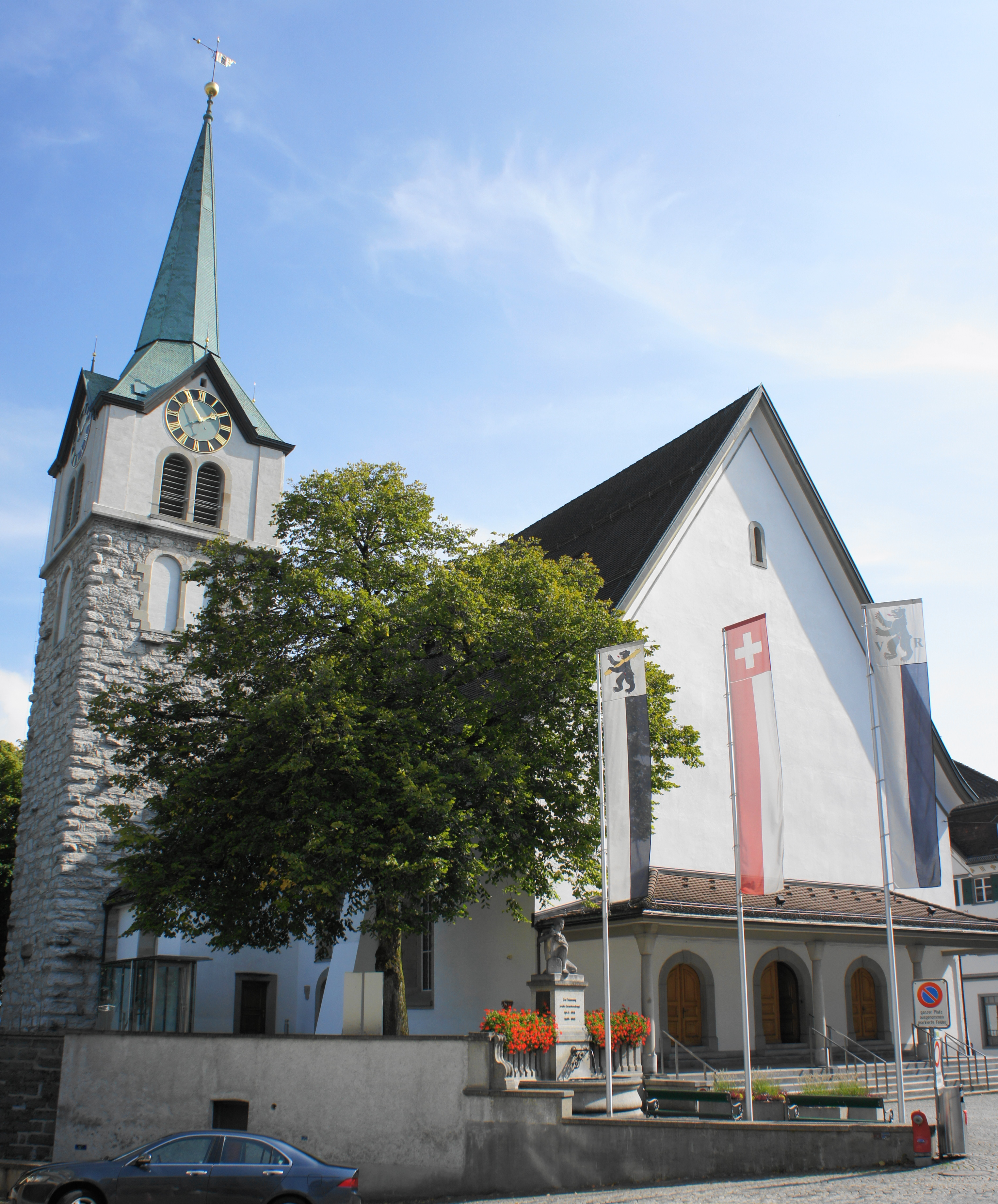
Reformierte Kirche St. Laurentius
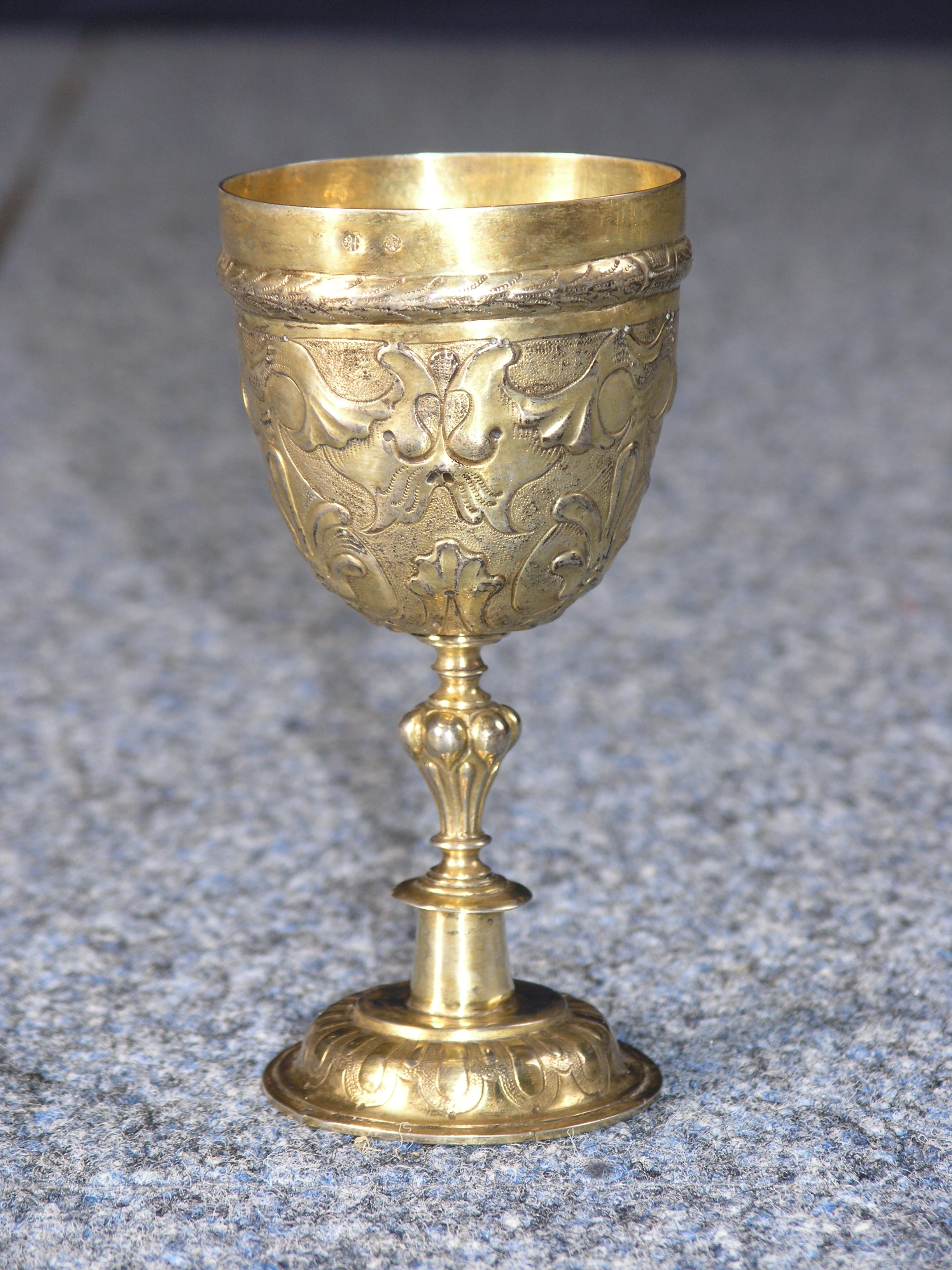
Abendmahlskelch von Christoph Laminit
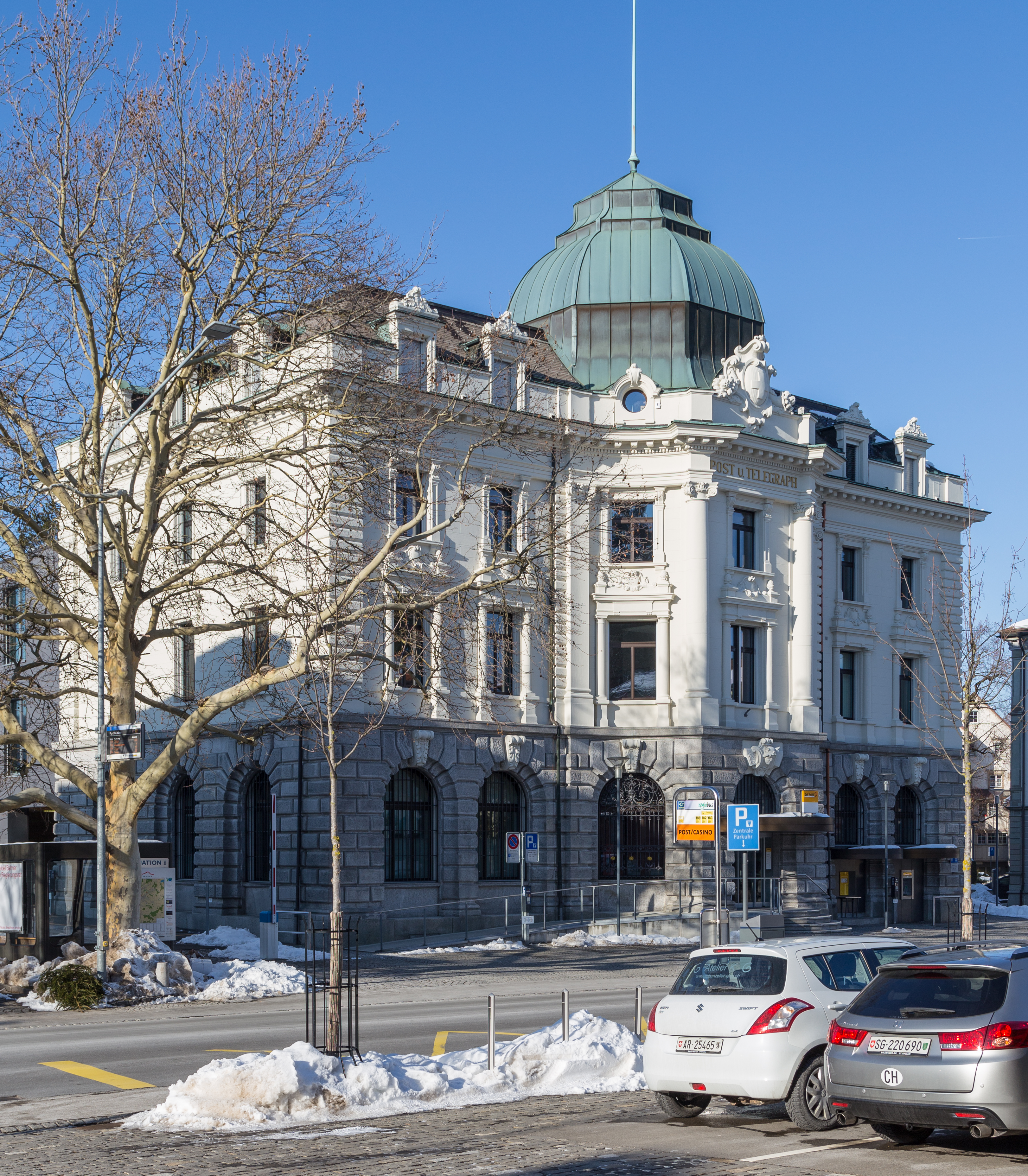
Das Postgebäude
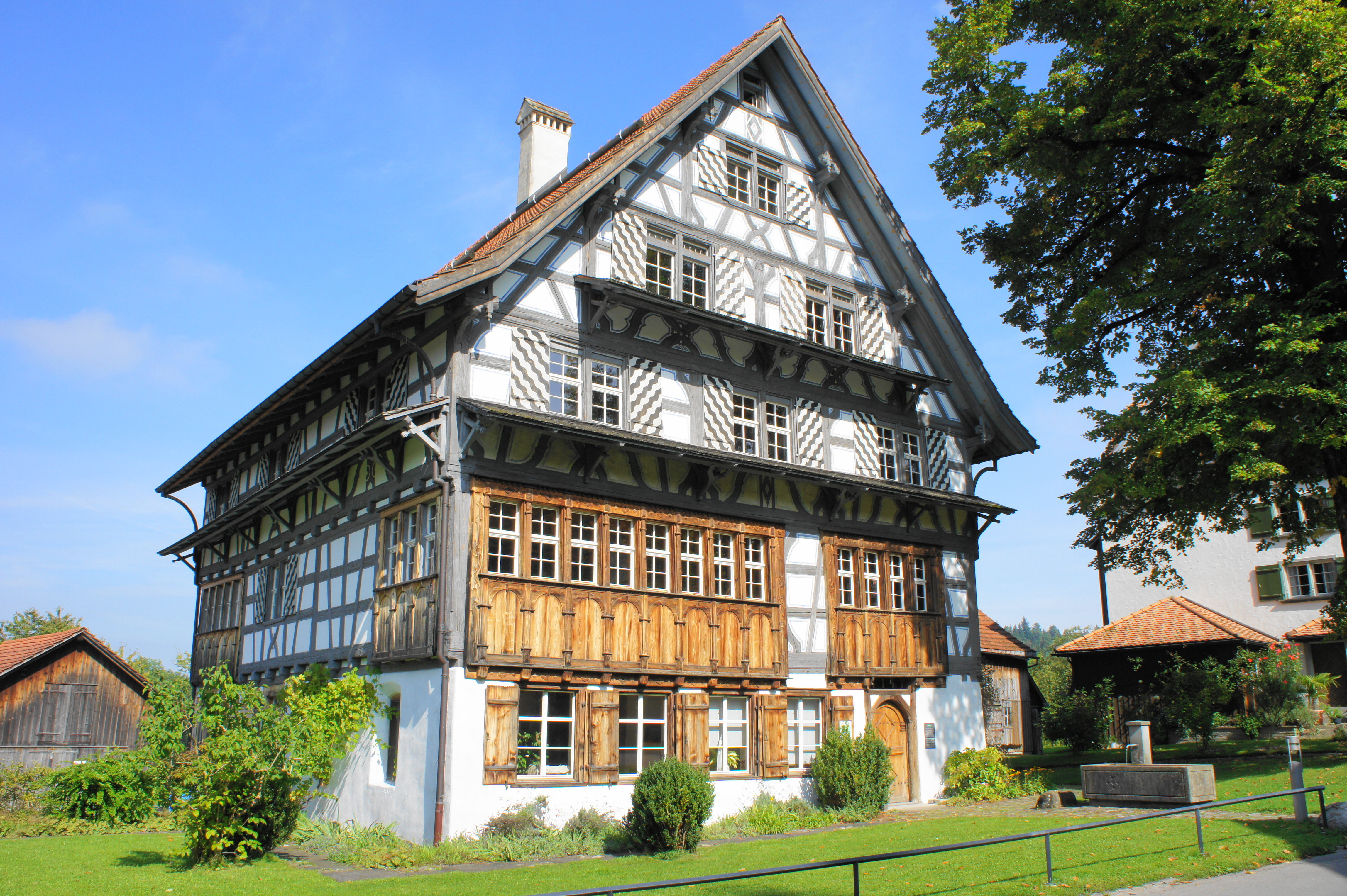
Altes Rathaus im Weiler Schwänberg
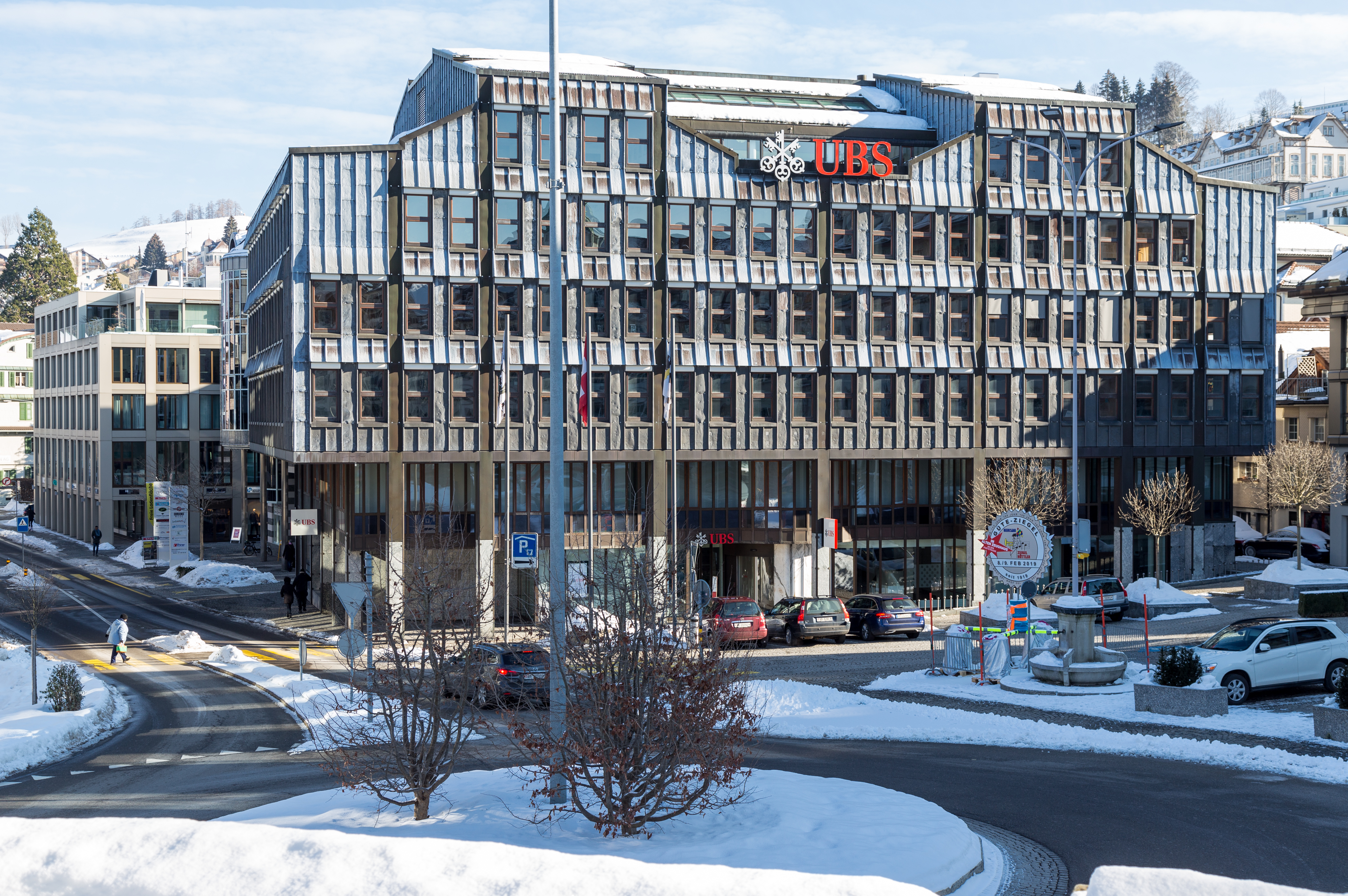
Das moderne Herisau: Kantonalbank, erbaut 1980–1984

## Persönlichkeiten
- Walter Klarer (1500–1567), evangelisch-reformierter Pfarrer, Reformator, Gastwirt und Chronist
- Johannes Schiess (um 1562–um 1630), Gemeindepräsident, Landammann und Tagsatzungsgesandter
- Johannes Schiess (1584–um 1639), Gemeindepräsident, Bannerherr, Landesstatthalter und Tagsatzungsgesandter
- Johannes Zellweger (1591–angeblich 1664), Ratsherr, Ratsschreiber, Gemeindehauptmann, Landesbauherr, Tagsatzungsgesandter und Landammann
- Johannes Tanner (1594–um 1665), Landammann und Tagsatzungsgesandter
- Conrad Meyer (1604– vor 1671), Gemeindepräsident, Landeshauptmann und Landvogt im Rheintal
- Bartholome Schiess (1625–1697), Unternehmer, Regierungsmitglied und Tagsatzungsgesandter
- Johannes Tanner (1627–vor 1671), Landammann und Tagsatzungsgesandter
- Laurenz Tanner (1631–1701), Landammann und Tagsatzungsgesandter
- Johannes Zollikofer (1633–1692), Pfarrer (hier von 1666 bis zu seinem Tode daselbst)
- Johannes Schiess (1649–1722), Gemeindepräsident, Landesseckelmeister, Landesstatthalter, Landvogt und Landeshauptmann
- Laurenz Tanner (1668–1729), Landammann und Tagsatzungsgesandter
- Johann Jakob Zuberbühler (1684–1755), Arzt, Gemeindehauptmann und Landesstatthalter
- Adrian Wetter (1694–1764), Textilunternehmer, Amtsschreiber, Landmajor, Tagsatzungsgesandter und Landammann
- Laurenz Schefer (1697–1772), Unternehmer und Philanthrop
- Johann Rudolf Wetter (1705 – nach 1767), Textilunternehmer
- Johann Ulrich Schiess (1711–1775), Textilunternehmer, Landesfähnrich, Landeshauptmann, Landammann und Tagsatzungsgesandter
- Johann Jakob Zuberbühler (1719–1781), Arzt, Gemeindehauptmann, Landesfähnrich, Landeshauptmann und Landesstatthalter
- Lorenz Wetter (1726–1793), Textilunternehmer, Landesfähnrich, Landeshauptmann, Landammann und Tagsatzungsgesandter
- Johannes Schiess (1730–1804), Textilunternehmer, Gemeindepräsident, Landesrittmeister, Landmajor und Landesfähnrich
- Johann Georg Oberteufer (1750–1819), Arzt und Politiker
- Johannes Fisch (1757–1819), Unternehmer, Philanthrop und Chronist
- Johann Georg Merz (1761–1830), Textilunternehmer, Politiker, Gemeindepräsident
- Adrian David Grob (1771–1836), Schriftsteller, Dramatiker, Offizier und Konditor
- Johann Ludwig Merz (1772–1851), Offizier, Unternehmer und Kartograf
- Johann Conrad Schefer (1772–1831), Buchbinder, Publizist und Ratschreiber
- Johann Jakob Baumann (1773–1830), Militär in englischen, portugiesischen und brasilianischen Diensten
- Johannes Merz (1776–1840), Mundartdichter
- Johann Heinrich Oberteufer (1779–1841), Arzt und Politiker
- Johannes Ramsauer (1790–1848), Pädagoge und Pestalozzi-Schüler
- Johann Heinrich Tanner (1799–1875), Politiker und Unternehmer
- Laurenz Meyer (1800–1868), Unternehmer und Politiker
- Johann Ulrich Schiess (1807–1868), Textilunternehmer, Gemeindepräsident, Landesseckelmeister und Landesstatthalter
- Johann Jakob Tanner (1807–1877), Zeichner und Aquatinta-Stecher
- Johann Bartholome Rechsteiner (1810–1893), Mechaniker und Erfinder
- Emanuel Meyer (1813–1895), Unternehmer, Offizier und Politiker
- Ludwig Merz (1817–1881), Unternehmer, Grossrat und Kartograf
- Johann Jakob Schefer (1822–1881), Architekt
- Johann Martin Meyer (1825–1893), Unternehmer, Kantonsrat und Landeshauptmann
- Johann Georg Tanner (1828–1897), Gemeindepräsident, Landeshauptmann, Landesseckelmeister, Kantonsrat, Landammann und Nationalrat
- Johann Martin Steiger (1829–1899), Politiker
- Arnold Heinrich Tanner (1831–1872), Textilunternehmer und Politiker
- Jakob Signer (1835–1915), Politiker
- Arthur Schiess (1842–1917), Unternehmer
- Johann Conrad Eisenhut (1843–1916), Unternehmer, Kantons-, Regierungs- und Nationalrat
- Johann-Jakob Heuscher (1843–1901), Maler und Zeichner
- August Diem (1848–1895), Unternehmer und Gemeinderat von Herisau
- Ernst Jakob Buff (1850–1915), Unternehmer
- Johannes Frischknecht (1850–1911), Textilunternehmer und Kantonsrat
- Santiago Roth (1850–1924), schweizerisch-argentinischer Paläontologe
- Heinrich Schiess (1852–1934), Textilunternehmer und Kantonrat
- Johannes Eisenhut (1856–1947), Unternehmer, Kantons-, Regierungs- und Nationalrat
- Johannes Bodenmann (1858–1939), Inhaber einer Gross-Stickerei in Chicago
- Lily Zellweger-Steiger (1862–1914), Pfarrfrau
- Ida Baumann (1864–1932), Malerin
- Ernst Steiger-Züst (1865–1932), Textilunternehmer
- Otto Suhner (1866–1941), Unternehmer
- Valentin Walter Mettler (1868–1942), Bildhauer
- Emil Sonderegger (1868–1934), Oberstdivisionär und Chef der Generalstabsabteilung
- Oscar Alder (1870–1943), Journalist und Politiker
- Paul Rotach (1872–1955), Pädagoge, Kantonsrat und Regierungsrat
- Werner Zuberbühler (1872–1942), Pädagoge
- Anna Baumann (1873–1950), Malerin
- Ernst Ulrich Buff (1873–1931), Kaufmann und Lebensreformer
- Arnold Koller (1874–1959), Psychiater, geboren in Herisau, Begründer der «Herisauer Anstalt» (heute Psychiatrisches Zentrum Appenzell Ausserrhoden)
- Johannes Baumann (1874–1953), Politiker und Bundesrat
- Albert Schläpfer (1877–1955), Buchdrucker, Verleger und Politiker
- Robert Walser (1878–1956), Schriftsteller
- Adolf Schläpfer (1880–1948), Ingenieur und Pionier im Strassenbau
- Bertold Suhner (1880–1971), Unternehmer
- Hans Eggenberger (1881–1946), Kropfforscher und Jodist
- Eugen Meyer-Peter (1883–1969), Wasserbauingenieur
- Clara Nef (1885–1983), Frauenrechtlerin
- Ernst Scheer (1887–1960), Maschinenbau-Unternehmer und Politiker
- Eugen Preisig (1888–1958), Kantonrat und Regierungsrat
- Otto Schmid (1889–1974), Zeichner, Maler und Pädagoge
- Walter Ackermann (1890–1969), Textilunternehmer, Kantonsrat, Landammann und Ständerat
- Otto Weiss (1890–1950), Historiker
- Emilio Müller (1892–1932), Theatermaler und Maler
- Eugen Tanner (1896–1978), Textilunternehmer und Politiker
- Jakob Lutz (1903–1998), Kinder- und Jugendpsychiater, Hochschullehrer
- Bertold Suhner (1910–1988), Unternehmer
- Willi Buck  (1911–1997), Kirchen Gold- und Silberschmied, Maler, Zeichner, Plastiker und Glasmaler
- Hermann Grosser (1911–1995), Historiker
- Maja Heller Schucan (1912–2000), Bildhauerin, Zeichnerin und Autorin
- Walter Schläpfer (1914–1991), Historiker, Bibliothekar und Politiker
- Lorenz Balmer (1916–2004), Bildhauer und Zeichner
- Robert Geisser (1920–1995), Grafiker
- Grete Müller (1920–2004), Tänzerin und Choreografin
- Hans Alder (1922–1982), Politiker
- Stefan Sonderegger (1927–2017), germanistischer Sprachwissenschafter
- Fred Bauer (1928–2022), Grafiker und Künstler
- Susi Eppenberger (1931–2023), Politikerin (FDP)
- Hans Ulrich Baumberger (1932–2022), Unternehmer und Politiker
- Alfred Bollinger (1932–2015), Mediziner, Professor für Angiologie
- Otto Schoch (1934–2013), Rechtsanwalt, Politiker und Ständerat
- Marlies Schoch (1940–2016), Gastwirtin und parteilose Politikerin
- Elisabeth Kunz-Langenauer (1942–2022), erste Kantonsratspräsidentin von Appenzell Ausserrhoden
- Hans-Rudolf Merz (* 1942), Politiker und Bundesrat
- Jürg Nänni (1942–2019), Physiker, Künstler und Lehrer
- Markus Zürcher (1946–2013), bildender Künstler, Vertreter der Konzeptkunst
- Jürg Frischknecht (1947–2016), Journalist und Schriftsteller
- Fredy Lienhard (* 1947), Autorennfahrer und Unternehmer
- Ruth Erat (* 1951), Lehrerin, Schriftstellerin, Malerin und Politikerin
- Paul Giger (* 1952), Violinist und Komponist
- Ernst Schläpfer (* 1955), zweifacher Schwingerkönig
- Annette Gigon (* 1959), Architektin
- Jörg Eberle (* 1962), Eishockeyspieler
- Stixi (* 1965) und Sonja (* 1973), Gesangsduett
- Nicolò Paganini (* 1966), Politiker der CVP
- Katrin Alder (* 1969), Einwohnerrätin, Kantonsrätin, Regierungsrätin (FDP)
- Costa Vece (* 1969), Video- und Installationskünstler
- Barbara Mettler (* 1971), Skilangläufer
- Mathias Rusterholz (* 1971), Leichtathlet, hält Schweizer Rekord im 400-m-Lauf
- Karin Karinna Bühler (* 1974), Künstlerin
- Reto Suhner (* 1974), Jazzmusiker
- Paddy Kälin (* 1976), Fernsehmoderator
- Eva Roth (* 1974), Schriftstellerin
- Yves Noël Balmer (* 1978), Einwohnerrat, Kantonsrat, Regierungsrat (SP)
- Beat Hefti (* 1978), Bobfahrer
- Oliver Frischknecht (* 1979), Sänger, Schauspieler und Musicaldarsteller
- David Zuberbühler (* 1979), Politiker (SVP)
- Andrea Caroni (* 1980), Politiker (FDP)
- Jonas Hiller (* 1982), Eishockeynationaltorhüter
- Thomas Nüssli (* 1982), Eishockeyspieler
- Krunoslav Šebrek (* 1982), Schauspieler
- Beat Forster (* 1983), Eishockeyspieler
- Marco Tornese (* 1984), Model
- Bettina Heim (* 1989), Eiskunstläuferin, Schweizer Meisterin
- Kemal Ademi (* 1996), Fussballspieler
- Timo Meier (* 1996), Eishockeyspieler